# Llista de masies del Baix Ebre - oest
Per municipi

Llista de masies i altres construccions relacionades de l'oest del Baix Ebre (municipis de Aldover, Alfara de Carles, Benifallet, Paüls, Roquetes, Tivenys i Xerta) ordenades per municipi.
Informació actualitzada per un bot. Els canvis manuals es perdran quan s'actualitzi!
| imatge | Nom                            | instància de | Municipi         | Elevació s.n.m. en m | estat de conservació | coordenades                                                          | Protecció                                  | Commons (més fotos)        | WD                            |
| ------ | ------------------------------ | ------------ | ---------------- | -------------------- | -------------------- | -------------------------------------------------------------------- | ------------------------------------------ | -------------------------- | ----------------------------- |
|        | Hort de la Pomera              | masia        | Aldover          |                      |                      | 40° 52′ 22″ N, 0° 30′ 06″ E / 40.872777777778°N,0.50166666666667°E   | bé integrant del patrimoni cultural català |                            | Modifica les dades a Wikidata |
|        | la Cantina                     | masia        | Aldover          |                      |                      | 40° 51′ 55″ N, 0° 30′ 19″ E / 40.865152522265°N,0.505143307705178°E  |                                            |                            | Modifica les dades a Wikidata |
|        | lo Castell                     | masia        | Aldover          |                      |                      | 40° 52′ 21″ N, 0° 30′ 07″ E / 40.8725384327691°N,0.501816363015114°E |                                            |                            | Modifica les dades a Wikidata |
|        | Mas d'en Ricard                | masia        | Aldover          |                      |                      | 40° 51′ 50″ N, 0° 28′ 14″ E / 40.8640201723013°N,0.470541851182287°E |                                            |                            | Modifica les dades a Wikidata |
|        | Mas de Pecunya                 | masia        | Aldover          | 12                   |                      | 40° 53′ 01″ N, 0° 29′ 37″ E / 40.88353694°N,0.49348333°E             |                                            |                            | Modifica les dades a Wikidata |
|        | Mas de Serrano                 | masia        | Aldover          |                      |                      | 40° 53′ 04″ N, 0° 29′ 36″ E / 40.88458333°N,0.49336111°E             |                                            |                            | Modifica les dades a Wikidata |
|        | Mas del Tio Tomàs              | masia        | Aldover          |                      |                      | 40° 53′ 10″ N, 0° 29′ 30″ E / 40.88616944°N,0.49161389°E             |                                            |                            | Modifica les dades a Wikidata |
|        | Caseta d'Alejandro             | masia        | Alfara de Carles |                      |                      | 40° 51′ 06″ N, 0° 24′ 13″ E / 40.851779641582°N,0.403702055439767°E  |                                            |                            | Modifica les dades a Wikidata |
|        | Caseta de Catxapí              | masia        | Alfara de Carles |                      |                      | 40° 52′ 47″ N, 0° 25′ 01″ E / 40.8796321175117°N,0.417043671631567°E |                                            |                            | Modifica les dades a Wikidata |
|        | Caseta de Joaquim del Llop     | masia        | Alfara de Carles |                      |                      | 40° 51′ 09″ N, 0° 24′ 24″ E / 40.8524498150554°N,0.406665150096446°E |                                            |                            | Modifica les dades a Wikidata |
|        | Caseta de Mandúria             | masia        | Alfara de Carles |                      |                      | 40° 51′ 46″ N, 0° 22′ 51″ E / 40.8627647548205°N,0.380849835219013°E |                                            |                            | Modifica les dades a Wikidata |
|        | Caseta del Coixo               | masia        | Alfara de Carles |                      |                      | 40° 51′ 39″ N, 0° 24′ 54″ E / 40.860713551803°N,0.414872633608392°E  |                                            |                            | Modifica les dades a Wikidata |
|        | Mas Covanxos                   | masia        | Alfara de Carles |                      |                      | 40° 53′ 18″ N, 0° 24′ 45″ E / 40.8883299533984°N,0.412491895424884°E |                                            |                            | Modifica les dades a Wikidata |
|        | Mas d'Agustí                   | masia        | Alfara de Carles |                      |                      | 40° 53′ 09″ N, 0° 25′ 07″ E / 40.88590332134°N,0.41851906503226°E    |                                            |                            | Modifica les dades a Wikidata |
|        | Mas d'Albalat                  | masia        | Alfara de Carles |                      |                      | 40° 50′ 57″ N, 0° 23′ 21″ E / 40.8492508704248°N,0.389044982418436°E |                                            |                            | Modifica les dades a Wikidata |
|        | Mas d'en Custodi               | masia        | Alfara de Carles |                      |                      | 40° 51′ 26″ N, 0° 22′ 38″ E / 40.8570882404559°N,0.37719438228489°E  |                                            |                            | Modifica les dades a Wikidata |
|        | Mas d'Àuria                    | masia        | Alfara de Carles |                      |                      | 40° 51′ 51″ N, 0° 23′ 09″ E / 40.8640372994381°N,0.385723326744191°E |                                            |                            | Modifica les dades a Wikidata |
|        | Mas de Catuda                  | masia        | Alfara de Carles |                      |                      | 40° 51′ 36″ N, 0° 24′ 52″ E / 40.8600578952235°N,0.414554098573758°E |                                            |                            | Modifica les dades a Wikidata |
|        | Mas de Catura                  | masia        | Alfara de Carles |                      |                      | 40° 51′ 03″ N, 0° 21′ 12″ E / 40.8507122414508°N,0.353200412785102°E |                                            |                            | Modifica les dades a Wikidata |
|        | Mas de Catxapí                 | masia        | Alfara de Carles |                      |                      | 40° 51′ 58″ N, 0° 22′ 55″ E / 40.8661755853603°N,0.381913690027212°E |                                            |                            | Modifica les dades a Wikidata |
|        | Mas de Cifuentes               | masia        | Alfara de Carles |                      |                      | 40° 51′ 35″ N, 0° 24′ 07″ E / 40.859722484308°N,0.402039292805697°E  |                                            |                            | Modifica les dades a Wikidata |
|        | Mas de Clementet               | masia        | Alfara de Carles |                      |                      | 40° 50′ 40″ N, 0° 21′ 10″ E / 40.8443795421395°N,0.352776489666335°E |                                            |                            | Modifica les dades a Wikidata |
|        | Mas de Colorado                | masia        | Alfara de Carles |                      |                      | 40° 52′ 59″ N, 0° 24′ 50″ E / 40.8831386157025°N,0.413952202282265°E |                                            |                            | Modifica les dades a Wikidata |
|        | Mas de Conrado                 | masia        | Alfara de Carles |                      |                      | 40° 51′ 38″ N, 0° 25′ 01″ E / 40.8605872061186°N,0.416870644958152°E |                                            |                            | Modifica les dades a Wikidata |
|        | Mas de Cortiella               | masia        | Alfara de Carles |                      |                      | 40° 51′ 56″ N, 0° 24′ 38″ E / 40.8655978161538°N,0.410565582288632°E |                                            |                            | Modifica les dades a Wikidata |
|        | Mas de Fabra                   | masia        | Alfara de Carles |                      |                      | 40° 49′ 06″ N, 0° 20′ 08″ E / 40.818458535996°N,0.335632646592677°E  |                                            |                            | Modifica les dades a Wikidata |
|        | Mas de Fontana                 | masia        | Alfara de Carles |                      |                      | 40° 50′ 43″ N, 0° 21′ 27″ E / 40.8453786358835°N,0.357457329405808°E |                                            |                            | Modifica les dades a Wikidata |
|        | Mas de l'Amadeu                | masia        | Alfara de Carles |                      |                      | 40° 52′ 17″ N, 0° 22′ 44″ E / 40.8713142424804°N,0.37894647835404°E  |                                            |                            | Modifica les dades a Wikidata |
|        | Mas de l'Atans                 | masia        | Alfara de Carles |                      |                      | 40° 50′ 33″ N, 0° 22′ 13″ E / 40.842482535711°N,0.37039250389123°E   |                                            |                            | Modifica les dades a Wikidata |
|        | Mas de l'Ereta                 | masia        | Alfara de Carles |                      |                      | 40° 51′ 56″ N, 0° 22′ 04″ E / 40.865601008731°N,0.367758249107835°E  |                                            |                            | Modifica les dades a Wikidata |
|        | Mas de l'Ullal                 | masia        | Alfara de Carles |                      |                      | 40° 51′ 35″ N, 0° 21′ 55″ E / 40.8596100621383°N,0.365338184445616°E |                                            |                            | Modifica les dades a Wikidata |
|        | Mas de l'Àngel                 | masia        | Alfara de Carles |                      |                      | 40° 51′ 59″ N, 0° 22′ 23″ E / 40.8662702812495°N,0.373011485966892°E |                                            |                            | Modifica les dades a Wikidata |
|        | Mas de la Canaleta             | masia        | Alfara de Carles |                      |                      | 40° 51′ 53″ N, 0° 22′ 16″ E / 40.8647673192999°N,0.371089570673185°E |                                            |                            | Modifica les dades a Wikidata |
|        | Mas de la Clàudia              | masia        | Alfara de Carles |                      |                      | 40° 50′ 49″ N, 0° 21′ 21″ E / 40.8470735417239°N,0.355954753368501°E |                                            |                            | Modifica les dades a Wikidata |
|        | Mas de la Patuda               | masia        | Alfara de Carles |                      |                      | 40° 49′ 27″ N, 0° 20′ 12″ E / 40.8241311402676°N,0.336721613356413°E |                                            |                            | Modifica les dades a Wikidata |
|        | Mas de la Roca                 | masia        | Alfara de Carles |                      |                      | 40° 50′ 40″ N, 0° 23′ 22″ E / 40.8445039038667°N,0.389433049849866°E |                                            |                            | Modifica les dades a Wikidata |
|        | Mas de la Xurrera              | masia        | Alfara de Carles |                      |                      | 40° 51′ 39″ N, 0° 24′ 37″ E / 40.8608019686578°N,0.410384715317005°E |                                            |                            | Modifica les dades a Wikidata |
|        | Mas de les Camarilles          | masia        | Alfara de Carles |                      |                      | 40° 52′ 06″ N, 0° 22′ 46″ E / 40.8681969805053°N,0.379306781955849°E |                                            |                            | Modifica les dades a Wikidata |
|        | Mas de Marí                    | masia        | Alfara de Carles |                      |                      | 40° 52′ 59″ N, 0° 23′ 22″ E / 40.8829662300447°N,0.389523423842318°E |                                            |                            | Modifica les dades a Wikidata |
|        | Mas de Modesto                 | masia        | Alfara de Carles |                      |                      | 40° 51′ 33″ N, 0° 24′ 18″ E / 40.8593022056483°N,0.404974125652179°E |                                            |                            | Modifica les dades a Wikidata |
|        | Mas de Morilla                 | masia        | Alfara de Carles |                      |                      | 40° 51′ 38″ N, 0° 24′ 31″ E / 40.8605539645876°N,0.408567378666861°E |                                            |                            | Modifica les dades a Wikidata |
|        | Mas de n'Adell                 | masia        | Alfara de Carles |                      |                      | 40° 52′ 53″ N, 0° 24′ 46″ E / 40.8814270226743°N,0.41273718882632°E  |                                            |                            | Modifica les dades a Wikidata |
|        | Mas de Nel·lo                  | masia        | Alfara de Carles |                      |                      | 40° 51′ 06″ N, 0° 23′ 48″ E / 40.8517542574701°N,0.396585808272109°E |                                            |                            | Modifica les dades a Wikidata |
|        | Mas de Pata                    | masia        | Alfara de Carles |                      |                      | 40° 51′ 05″ N, 0° 21′ 25″ E / 40.8512592814304°N,0.357021888775057°E |                                            |                            | Modifica les dades a Wikidata |
|        | Mas de Pere                    | masia        | Alfara de Carles |                      |                      | 40° 50′ 44″ N, 0° 21′ 11″ E / 40.845450657595°N,0.353137107743913°E  |                                            |                            | Modifica les dades a Wikidata |
|        | Mas de Perot                   | masia        | Alfara de Carles |                      |                      | 40° 50′ 43″ N, 0° 22′ 48″ E / 40.8451636292114°N,0.380001477957746°E |                                            |                            | Modifica les dades a Wikidata |
|        | Mas de Quelo                   | masia        | Alfara de Carles |                      |                      | 40° 49′ 45″ N, 0° 18′ 53″ E / 40.8292491387422°N,0.314674379021133°E |                                            |                            | Modifica les dades a Wikidata |
|        | Mas de Sabater                 | masia        | Alfara de Carles |                      |                      | 40° 49′ 04″ N, 0° 20′ 13″ E / 40.8177054721672°N,0.336955091284206°E |                                            |                            | Modifica les dades a Wikidata |
|        | Mas de Safran                  | masia        | Alfara de Carles |                      |                      | 40° 52′ 50″ N, 0° 24′ 43″ E / 40.8805328028049°N,0.411822654401498°E |                                            |                            | Modifica les dades a Wikidata |
|        | Mas de Sanxo                   | masia        | Alfara de Carles |                      |                      | 40° 51′ 30″ N, 0° 23′ 01″ E / 40.8583067255711°N,0.383647327384008°E |                                            |                            | Modifica les dades a Wikidata |
|        | Mas de Sebastià                | masia        | Alfara de Carles |                      |                      | 40° 50′ 45″ N, 0° 21′ 17″ E / 40.8456951670289°N,0.354764179235344°E |                                            |                            | Modifica les dades a Wikidata |
|        | Mas de Soldevila               | masia        | Alfara de Carles |                      |                      | 40° 50′ 26″ N, 0° 19′ 24″ E / 40.8405137966306°N,0.323446518976384°E |                                            |                            | Modifica les dades a Wikidata |
|        | Mas de Tomaset                 | masia        | Alfara de Carles |                      |                      | 40° 51′ 50″ N, 0° 24′ 13″ E / 40.8639436923321°N,0.403499636764697°E |                                            |                            | Modifica les dades a Wikidata |
|        | Mas de Valent                  | masia        | Alfara de Carles |                      |                      | 40° 53′ 22″ N, 0° 25′ 31″ E / 40.8893846067132°N,0.425399670439157°E |                                            |                            | Modifica les dades a Wikidata |
|        | Mas de Venanci                 | masia        | Alfara de Carles |                      |                      | 40° 52′ 41″ N, 0° 25′ 16″ E / 40.8779860529551°N,0.421166139252323°E |                                            |                            | Modifica les dades a Wikidata |
|        | Mas de Vidal                   | masia        | Alfara de Carles |                      |                      | 40° 50′ 56″ N, 0° 24′ 29″ E / 40.8487613853563°N,0.408066375602652°E |                                            |                            | Modifica les dades a Wikidata |
|        | Mas del Binso                  | masia        | Alfara de Carles |                      |                      | 40° 50′ 34″ N, 0° 22′ 54″ E / 40.8428056886661°N,0.381671836546972°E |                                            |                            | Modifica les dades a Wikidata |
|        | Mas del Campetxe               | masia        | Alfara de Carles |                      |                      | 40° 51′ 03″ N, 0° 23′ 35″ E / 40.8507980435717°N,0.392934214732424°E |                                            |                            | Modifica les dades a Wikidata |
|        | Mas del Conserge               | masia        | Alfara de Carles |                      |                      | 40° 50′ 39″ N, 0° 21′ 24″ E / 40.8441071442637°N,0.356606460574634°E |                                            |                            | Modifica les dades a Wikidata |
|        | Mas del Josep Mas              | masia        | Alfara de Carles |                      |                      | 40° 51′ 44″ N, 0° 23′ 09″ E / 40.8622904069988°N,0.385744607876171°E |                                            |                            | Modifica les dades a Wikidata |
|        | Mas del Maraco                 | masia        | Alfara de Carles |                      |                      | 40° 52′ 22″ N, 0° 21′ 26″ E / 40.872807470096°N,0.35732652392111°E   |                                            |                            | Modifica les dades a Wikidata |
|        | Mas del Marquès                | masia        | Alfara de Carles |                      |                      | 40° 53′ 31″ N, 0° 26′ 21″ E / 40.8919795415298°N,0.439186103327688°E |                                            |                            | Modifica les dades a Wikidata |
|        | Mas del Patut                  | masia        | Alfara de Carles |                      |                      | 40° 50′ 43″ N, 0° 22′ 30″ E / 40.845290233205°N,0.3750257488937°E    |                                            |                            | Modifica les dades a Wikidata |
|        | Mas del Pebot                  | masia        | Alfara de Carles |                      |                      | 40° 51′ 37″ N, 0° 24′ 36″ E / 40.860299554324°N,0.4100721150047°E    |                                            |                            | Modifica les dades a Wikidata |
|        | Mas del Quimo                  | masia        | Alfara de Carles |                      |                      | 40° 52′ 21″ N, 0° 24′ 27″ E / 40.8724187965425°N,0.407475617779156°E |                                            |                            | Modifica les dades a Wikidata |
|        | Mas del Xocolato               | masia        | Alfara de Carles |                      |                      | 40° 48′ 56″ N, 0° 19′ 07″ E / 40.8154630472171°N,0.318704396080392°E |                                            |                            | Modifica les dades a Wikidata |
|        | Mas Fontanals                  | masia        | Alfara de Carles |                      |                      | 40° 53′ 03″ N, 0° 24′ 31″ E / 40.8840465505625°N,0.408659376107602°E |                                            |                            | Modifica les dades a Wikidata |
|        | Masada de Diego                | masia        | Alfara de Carles |                      |                      | 40° 51′ 36″ N, 0° 24′ 17″ E / 40.8600683980877°N,0.404600159718561°E |                                            |                            | Modifica les dades a Wikidata |
|        | Masia del Ratllat              | masia        | Alfara de Carles |                      |                      | 40° 51′ 43″ N, 0° 23′ 39″ E / 40.862069416209°N,0.394283443801298°E  |                                            |                            | Modifica les dades a Wikidata |
|        | Planilla de Clavendet          | masia        | Alfara de Carles |                      |                      | 40° 51′ 47″ N, 0° 23′ 18″ E / 40.86294560597°N,0.38842383021642°E    |                                            |                            | Modifica les dades a Wikidata |
|        | Xalet d'Anguera                | masia        | Alfara de Carles |                      |                      | 40° 48′ 25″ N, 0° 19′ 46″ E / 40.8070032049989°N,0.329476667467122°E |                                            |                            | Modifica les dades a Wikidata |
|        | Xalet d'Espuny                 | masia        | Alfara de Carles |                      |                      | 40° 48′ 23″ N, 0° 19′ 32″ E / 40.8064089668088°N,0.325600584054265°E |                                            |                            | Modifica les dades a Wikidata |
|        | Xalet de Bages                 | masia        | Alfara de Carles |                      |                      | 40° 48′ 23″ N, 0° 19′ 58″ E / 40.8063469523926°N,0.332644266482605°E |                                            |                            | Modifica les dades a Wikidata |
|        | Xalet de Blanc                 | masia        | Alfara de Carles |                      |                      | 40° 50′ 43″ N, 0° 21′ 16″ E / 40.8452490562986°N,0.354556574119261°E |                                            |                            | Modifica les dades a Wikidata |
|        | Xalet de Rapons                | masia        | Alfara de Carles |                      |                      | 40° 54′ 02″ N, 0° 26′ 29″ E / 40.9006819557035°N,0.441283801415557°E |                                            |                            | Modifica les dades a Wikidata |
|        | Xalet de Romero                | masia        | Alfara de Carles |                      |                      | 40° 51′ 00″ N, 0° 21′ 06″ E / 40.849973859888°N,0.351640350340696°E  |                                            |                            | Modifica les dades a Wikidata |
|        | Xalet de Santiago de Gussa     | masia        | Alfara de Carles |                      |                      | 40° 53′ 56″ N, 0° 25′ 56″ E / 40.8989521249628°N,0.432352619339837°E |                                            |                            | Modifica les dades a Wikidata |
|        | Xalet de Solà                  | masia        | Alfara de Carles |                      |                      | 40° 48′ 20″ N, 0° 19′ 57″ E / 40.805472702689°N,0.332620026615264°E  |                                            |                            | Modifica les dades a Wikidata |
|        | Xalet del Mangraner            | masia        | Alfara de Carles |                      |                      | 40° 48′ 39″ N, 0° 19′ 38″ E / 40.8107357435263°N,0.327299773443791°E |                                            |                            | Modifica les dades a Wikidata |
|        | Xalets d'Ossera                | masia        | Alfara de Carles |                      |                      | 40° 53′ 26″ N, 0° 26′ 12″ E / 40.8905621117489°N,0.436605857561819°E |                                            |                            | Modifica les dades a Wikidata |
|        | Can Fangal                     | masia        | Benifallet       |                      |                      | 40° 58′ 20″ N, 0° 34′ 21″ E / 40.9722530045571°N,0.572449381741403°E |                                            |                            | Modifica les dades a Wikidata |
|        | Caseta de Sebastià Doliu       | masia        | Benifallet       |                      |                      | 41° 00′ 05″ N, 0° 32′ 50″ E / 41.0014063374242°N,0.547232562666009°E |                                            |                            | Modifica les dades a Wikidata |
|        | Mas d'Assabelic                | masia        | Benifallet       |                      |                      | 40° 57′ 48″ N, 0° 34′ 17″ E / 40.9632770456604°N,0.571364516909598°E |                                            |                            | Modifica les dades a Wikidata |
|        | Mas d'Audí                     | masia        | Benifallet       |                      |                      | 40° 59′ 14″ N, 0° 32′ 01″ E / 40.9871749558364°N,0.533722292650352°E |                                            |                            | Modifica les dades a Wikidata |
|        | Mas d'en Gall                  | masia        | Benifallet       |                      |                      | 40° 58′ 31″ N, 0° 34′ 37″ E / 40.9752460532282°N,0.576855685760641°E |                                            |                            | Modifica les dades a Wikidata |
|        | Mas d'en Montclús              | masia        | Benifallet       |                      |                      | 40° 57′ 11″ N, 0° 33′ 09″ E / 40.9531836938831°N,0.552381394991565°E |                                            |                            | Modifica les dades a Wikidata |
|        | Mas d'en Múrria                | masia        | Benifallet       |                      |                      | 40° 57′ 46″ N, 0° 34′ 08″ E / 40.9626759565781°N,0.568915073802949°E |                                            |                            | Modifica les dades a Wikidata |
|        | Mas d'en Pasanau               | masia        | Benifallet       |                      |                      | 40° 59′ 23″ N, 0° 30′ 22″ E / 40.989608903113°N,0.50600377407625°E   |                                            |                            | Modifica les dades a Wikidata |
|        | Mas d'en Rojals                | masia        | Benifallet       |                      |                      | 40° 57′ 28″ N, 0° 32′ 35″ E / 40.9578558998344°N,0.542953203042819°E |                                            |                            | Modifica les dades a Wikidata |
|        | Mas d'Eulògio                  | masia        | Benifallet       |                      |                      | 40° 58′ 31″ N, 0° 33′ 19″ E / 40.9751854962405°N,0.555228272171653°E |                                            |                            | Modifica les dades a Wikidata |
|        | Mas d'Evarist                  | masia        | Benifallet       |                      |                      | 40° 58′ 14″ N, 0° 28′ 05″ E / 40.9705831787674°N,0.468078184988459°E |                                            |                            | Modifica les dades a Wikidata |
|        | Mas de Badiol                  | masia        | Benifallet       |                      |                      | 40° 57′ 12″ N, 0° 32′ 16″ E / 40.9532416186581°N,0.537766310676837°E |                                            |                            | Modifica les dades a Wikidata |
|        | Mas de Benito de la Vall       | masia        | Benifallet       |                      |                      | 40° 58′ 28″ N, 0° 28′ 08″ E / 40.9745576876994°N,0.469007594884693°E |                                            |                            | Modifica les dades a Wikidata |
|        | Mas de Blaio                   | masia        | Benifallet       |                      |                      | 40° 55′ 55″ N, 0° 29′ 26″ E / 40.9319398709671°N,0.490588287601814°E |                                            |                            | Modifica les dades a Wikidata |
|        | Mas de Borrasca                | masia        | Benifallet       |                      |                      | 40° 55′ 58″ N, 0° 29′ 29″ E / 40.9327020893558°N,0.491260153730772°E |                                            |                            | Modifica les dades a Wikidata |
|        | Mas de Borriu                  | masia        | Benifallet       |                      |                      | 40° 58′ 14″ N, 0° 33′ 30″ E / 40.9705848974233°N,0.558297791401064°E |                                            |                            | Modifica les dades a Wikidata |
|        | Mas de Cabellera               | masia        | Benifallet       |                      |                      | 40° 56′ 54″ N, 0° 32′ 57″ E / 40.9482445160087°N,0.549261381577127°E |                                            |                            | Modifica les dades a Wikidata |
|        | Mas de Caraco                  | masia        | Benifallet       |                      |                      | 40° 57′ 41″ N, 0° 33′ 27″ E / 40.9614089025327°N,0.557554939492412°E |                                            |                            | Modifica les dades a Wikidata |
|        | Mas de Caragol                 | masia        | Benifallet       |                      |                      | 40° 57′ 15″ N, 0° 30′ 35″ E / 40.9542348520078°N,0.509798110600312°E |                                            |                            | Modifica les dades a Wikidata |
|        | Mas de Colomer                 | masia        | Benifallet       |                      |                      | 40° 57′ 01″ N, 0° 29′ 17″ E / 40.9501413355938°N,0.488021849865857°E |                                            |                            | Modifica les dades a Wikidata |
|        | Mas de Corneli                 | masia        | Benifallet       |                      |                      | 40° 58′ 16″ N, 0° 27′ 53″ E / 40.9711215118239°N,0.464706429640597°E |                                            |                            | Modifica les dades a Wikidata |
|        | Mas de Faneca                  | masia        | Benifallet       |                      |                      | 40° 59′ 33″ N, 0° 30′ 55″ E / 40.9926040451445°N,0.515177457656635°E |                                            |                            | Modifica les dades a Wikidata |
|        | Mas de Folquer                 | masia        | Benifallet       |                      |                      | 40° 57′ 41″ N, 0° 32′ 53″ E / 40.9612629494466°N,0.548137982013169°E |                                            |                            | Modifica les dades a Wikidata |
|        | Mas de Garrupo                 | masia        | Benifallet       |                      |                      | 40° 59′ 12″ N, 0° 33′ 18″ E / 40.9867278458479°N,0.555003841438407°E |                                            |                            | Modifica les dades a Wikidata |
|        | Mas de Güell                   | masia        | Benifallet       |                      |                      | 40° 58′ 32″ N, 0° 28′ 28″ E / 40.9756063208772°N,0.474517490180136°E |                                            |                            | Modifica les dades a Wikidata |
|        | Mas de l'Antònia del Dragó     | masia        | Benifallet       |                      |                      | 40° 59′ 29″ N, 0° 33′ 25″ E / 40.9914554891503°N,0.5570757980129°E   |                                            |                            | Modifica les dades a Wikidata |
|        | Mas de la Calitxa              | masia        | Benifallet       |                      |                      | 40° 57′ 35″ N, 0° 32′ 22″ E / 40.9597781490461°N,0.539329276272115°E |                                            |                            | Modifica les dades a Wikidata |
|        | Mas de la Cantanda             | masia        | Benifallet       |                      |                      | 40° 57′ 16″ N, 0° 30′ 14″ E / 40.954433183892°N,0.50376474900861°E   |                                            |                            | Modifica les dades a Wikidata |
|        | Mas de la Comanegra            | masia        | Benifallet       |                      |                      | 40° 58′ 15″ N, 0° 34′ 16″ E / 40.9709659532971°N,0.571213148524504°E |                                            |                            | Modifica les dades a Wikidata |
|        | Mas de la Roia                 | masia        | Benifallet       |                      |                      | 40° 57′ 31″ N, 0° 31′ 35″ E / 40.9585363011179°N,0.526341550919359°E |                                            |                            | Modifica les dades a Wikidata |
|        | Mas de la Rulla                | masia        | Benifallet       |                      |                      | 40° 57′ 49″ N, 0° 33′ 32″ E / 40.9636256159447°N,0.558875281274792°E |                                            |                            | Modifica les dades a Wikidata |
|        | Mas de la Seguera              | masia        | Benifallet       |                      |                      | 40° 57′ 56″ N, 0° 33′ 39″ E / 40.9656683961832°N,0.560915079697782°E |                                            |                            | Modifica les dades a Wikidata |
|        | Mas de la Surralla             | masia        | Benifallet       |                      |                      | 40° 59′ 15″ N, 0° 30′ 12″ E / 40.9874686455737°N,0.503448155103058°E |                                            |                            | Modifica les dades a Wikidata |
|        | Mas de la Sénia                | masia        | Benifallet       |                      |                      | 40° 57′ 46″ N, 0° 30′ 51″ E / 40.962763890447°N,0.51414447383748°E   |                                            |                            | Modifica les dades a Wikidata |
|        | Mas de la Vall                 | masia        | Benifallet       |                      |                      | 40° 58′ 22″ N, 0° 29′ 50″ E / 40.972848055556°N,0.497295°E           | bé integrant del patrimoni cultural català |                            | Modifica les dades a Wikidata |
|        | Mas de la Xima                 | masia        | Benifallet       |                      |                      | 40° 58′ 23″ N, 0° 33′ 40″ E / 40.9729662759751°N,0.561014567714744°E |                                            |                            | Modifica les dades a Wikidata |
|        | Mas de Lalaio                  | masia        | Benifallet       |                      |                      | 40° 57′ 15″ N, 0° 27′ 54″ E / 40.9541828150123°N,0.464867874915134°E |                                            |                            | Modifica les dades a Wikidata |
|        | Mas de Llacuna                 | masia        | Benifallet       |                      |                      | 40° 58′ 38″ N, 0° 27′ 35″ E / 40.977133883886°N,0.459603396896951°E  |                                            |                            | Modifica les dades a Wikidata |
|        | Mas de Llop                    | masia        | Benifallet       |                      |                      | 40° 58′ 27″ N, 0° 27′ 58″ E / 40.9741186383428°N,0.466243507250038°E |                                            |                            | Modifica les dades a Wikidata |
|        | Mas de Llorenç Pedret          | masia        | Benifallet       |                      |                      | 41° 00′ 02″ N, 0° 33′ 07″ E / 41.0006714206416°N,0.552062971542995°E |                                            |                            | Modifica les dades a Wikidata |
|        | Mas de Marc                    | masia        | Benifallet       |                      |                      | 40° 56′ 59″ N, 0° 29′ 24″ E / 40.9497605143437°N,0.489972690194989°E |                                            |                            | Modifica les dades a Wikidata |
|        | Mas de Meló                    | masia        | Benifallet       |                      |                      | 40° 59′ 48″ N, 0° 31′ 44″ E / 40.9967258457668°N,0.528836715508806°E |                                            |                            | Modifica les dades a Wikidata |
|        | Mas de Mena                    | masia        | Benifallet       |                      |                      | 40° 57′ 05″ N, 0° 28′ 51″ E / 40.9515219320125°N,0.48071077730564°E  |                                            |                            | Modifica les dades a Wikidata |
|        | Mas de Miquel de Frases        | masia        | Benifallet       |                      |                      | 40° 57′ 51″ N, 0° 28′ 44″ E / 40.9640443982391°N,0.478772802779288°E |                                            |                            | Modifica les dades a Wikidata |
|        | Mas de Mollet                  | masia        | Benifallet       | 18                   |                      | 40° 57′ 33″ N, 0° 30′ 25″ E / 40.9592°N,0.507038°E                   | bé integrant del patrimoni cultural català | Mas de Mollet (Benifallet) | Modifica les dades a Wikidata |
|        | Mas de Panisello               | masia        | Benifallet       |                      |                      | 40° 57′ 40″ N, 0° 33′ 06″ E / 40.9609754023945°N,0.551558716985418°E |                                            |                            | Modifica les dades a Wikidata |
|        | Mas de Pantoni                 | masia        | Benifallet       |                      |                      | 40° 55′ 52″ N, 0° 29′ 19″ E / 40.9309787330005°N,0.488641321137388°E |                                            |                            | Modifica les dades a Wikidata |
|        | Mas de Panxon                  | masia        | Benifallet       |                      |                      | 40° 58′ 35″ N, 0° 28′ 13″ E / 40.9764619156455°N,0.470408446916875°E |                                            |                            | Modifica les dades a Wikidata |
|        | Mas de Pepo                    | masia        | Benifallet       |                      |                      | 40° 57′ 44″ N, 0° 33′ 17″ E / 40.9622142393033°N,0.554756710534759°E |                                            |                            | Modifica les dades a Wikidata |
|        | Mas de Pere de les Cases       | masia        | Benifallet       |                      |                      | 40° 56′ 58″ N, 0° 32′ 28″ E / 40.9494405679206°N,0.541138895668354°E |                                            |                            | Modifica les dades a Wikidata |
|        | Mas de Perea                   | masia        | Benifallet       |                      |                      | 40° 57′ 07″ N, 0° 29′ 44″ E / 40.9518477069727°N,0.495655455886978°E |                                            |                            | Modifica les dades a Wikidata |
|        | Mas de Pistatxa                | masia        | Benifallet       |                      |                      | 40° 58′ 05″ N, 0° 32′ 56″ E / 40.9679824659237°N,0.548994249282013°E |                                            |                            | Modifica les dades a Wikidata |
|        | Mas de Pistoles                | masia        | Benifallet       |                      |                      | 40° 57′ 13″ N, 0° 27′ 34″ E / 40.9537383060806°N,0.459408014165023°E |                                            |                            | Modifica les dades a Wikidata |
|        | Mas de Rabosa                  | masia        | Benifallet       |                      |                      | 40° 57′ 54″ N, 0° 27′ 53″ E / 40.9651329571683°N,0.464757544718053°E |                                            |                            | Modifica les dades a Wikidata |
|        | Mas de Valeri                  | masia        | Benifallet       |                      |                      | 40° 59′ 43″ N, 0° 33′ 22″ E / 40.9951551237053°N,0.556118873296266°E |                                            |                            | Modifica les dades a Wikidata |
|        | Mas de Vallespí                | masia        | Benifallet       |                      |                      | 40° 59′ 44″ N, 0° 32′ 47″ E / 40.9956243509627°N,0.54641275545185°E  |                                            |                            | Modifica les dades a Wikidata |
|        | Mas de Videllet                | masia        | Benifallet       |                      |                      | 41° 00′ 05″ N, 0° 33′ 11″ E / 41.0012801437571°N,0.5531580100123°E   |                                            |                            | Modifica les dades a Wikidata |
|        | Mas de Viscarro                | masia        | Benifallet       |                      |                      | 40° 59′ 49″ N, 0° 32′ 26″ E / 40.9968857241958°N,0.540516918397512°E |                                            |                            | Modifica les dades a Wikidata |
|        | Mas de Visco                   | masia        | Benifallet       |                      |                      | 40° 57′ 58″ N, 0° 27′ 29″ E / 40.966046188832°N,0.45817323604917°E   |                                            |                            | Modifica les dades a Wikidata |
|        | Mas de Xepos                   | masia        | Benifallet       |                      |                      | 40° 58′ 14″ N, 0° 32′ 57″ E / 40.9706815568385°N,0.549274583071743°E |                                            |                            | Modifica les dades a Wikidata |
|        | Mas de Ximet                   | masia        | Benifallet       |                      |                      | 40° 56′ 57″ N, 0° 29′ 28″ E / 40.9490748741162°N,0.491162874098937°E |                                            |                            | Modifica les dades a Wikidata |
|        | Mas de Ximo                    | masia        | Benifallet       |                      |                      | 40° 58′ 57″ N, 0° 31′ 56″ E / 40.9824306260063°N,0.532151952333475°E |                                            |                            | Modifica les dades a Wikidata |
|        | Mas deI Jeroni                 | masia        | Benifallet       |                      |                      | 40° 58′ 10″ N, 0° 28′ 16″ E / 40.9694601780968°N,0.471080073165471°E |                                            |                            | Modifica les dades a Wikidata |
|        | Mas del Banyot                 | masia        | Benifallet       |                      |                      | 40° 58′ 55″ N, 0° 33′ 50″ E / 40.9820432165108°N,0.56388913116371°E  |                                            |                            | Modifica les dades a Wikidata |
|        | Mas del Catxorro               | masia        | Benifallet       |                      |                      | 40° 58′ 47″ N, 0° 31′ 36″ E / 40.9796012073993°N,0.526635797800653°E |                                            |                            | Modifica les dades a Wikidata |
|        | Mas del Fuster                 | masia        | Benifallet       |                      |                      | 40° 57′ 51″ N, 0° 28′ 27″ E / 40.9640332428905°N,0.474151015392209°E |                                            |                            | Modifica les dades a Wikidata |
|        | Mas del Gord                   | masia        | Benifallet       |                      |                      | 40° 56′ 07″ N, 0° 29′ 50″ E / 40.9352366134591°N,0.497221556612127°E |                                            |                            | Modifica les dades a Wikidata |
|        | Mas del Magre                  | masia        | Benifallet       |                      |                      | 40° 58′ 27″ N, 0° 28′ 28″ E / 40.974070677838°N,0.474314640776813°E  |                                            |                            | Modifica les dades a Wikidata |
|        | Mas del Martí                  | masia        | Benifallet       |                      |                      | 40° 57′ 21″ N, 0° 28′ 41″ E / 40.9557434987771°N,0.478114624313669°E |                                            |                            | Modifica les dades a Wikidata |
|        | Mas del Moreno                 | masia        | Benifallet       |                      |                      | 40° 58′ 38″ N, 0° 33′ 36″ E / 40.977330214032°N,0.559950495816075°E  |                                            |                            | Modifica les dades a Wikidata |
|        | Mas del Murall                 | masia        | Benifallet       |                      |                      | 40° 57′ 56″ N, 0° 30′ 54″ E / 40.9654242952756°N,0.514926442246854°E |                                            |                            | Modifica les dades a Wikidata |
|        | Mas del Rostit                 | masia        | Benifallet       |                      |                      | 40° 59′ 10″ N, 0° 33′ 46″ E / 40.9862456768725°N,0.562854794680854°E |                                            |                            | Modifica les dades a Wikidata |
|        | Mas del Todolano               | masia        | Benifallet       |                      |                      | 40° 59′ 26″ N, 0° 33′ 23″ E / 40.9904521337697°N,0.556482835661329°E |                                            |                            | Modifica les dades a Wikidata |
|        | Mas dels Barberans             | masia        | Benifallet       |                      |                      | 40° 58′ 38″ N, 0° 30′ 23″ E / 40.9771099942262°N,0.506334771066019°E |                                            |                            | Modifica les dades a Wikidata |
|        | Mas Vell de la Sort Gran       | masia        | Benifallet       |                      |                      | 40° 59′ 27″ N, 0° 32′ 20″ E / 40.9909244541485°N,0.538896074523236°E |                                            |                            | Modifica les dades a Wikidata |
|        | Masos de Badiol                | masia        | Benifallet       |                      |                      | 40° 58′ 47″ N, 0° 34′ 02″ E / 40.9796566952563°N,0.567316738772073°E |                                            |                            | Modifica les dades a Wikidata |
|        | Molí de Vent                   | masia        | Benifallet       |                      |                      | 40° 59′ 32″ N, 0° 33′ 56″ E / 40.9923565224445°N,0.565601516029383°E |                                            |                            | Modifica les dades a Wikidata |
|        | Venta Roja                     | masia        | Benifallet       |                      |                      | 40° 57′ 12″ N, 0° 27′ 04″ E / 40.9532745022963°N,0.45105017144616°E  |                                            |                            | Modifica les dades a Wikidata |
|        | Xalamera                       | masia        | Benifallet       |                      |                      | 40° 56′ 35″ N, 0° 29′ 16″ E / 40.943°N,0.48779°E                     | bé integrant del patrimoni cultural català |                            | Modifica les dades a Wikidata |
|        | Boïgal del Serena              | masia        | Paüls            |                      |                      | 40° 55′ 15″ N, 0° 24′ 06″ E / 40.9207621620663°N,0.401584620401325°E |                                            |                            | Modifica les dades a Wikidata |
|        | Caseta de l'Acua               | masia        | Paüls            |                      |                      | 40° 55′ 52″ N, 0° 25′ 58″ E / 40.9311611290921°N,0.43274421932709°E  |                                            |                            | Modifica les dades a Wikidata |
|        | Caseta de l'Arrel              | masia        | Paüls            |                      |                      | 40° 57′ 22″ N, 0° 26′ 26″ E / 40.9561940270591°N,0.440542061812949°E |                                            |                            | Modifica les dades a Wikidata |
|        | Caseta de la Joana             | masia        | Paüls            |                      |                      | 40° 55′ 08″ N, 0° 23′ 05″ E / 40.9188215604307°N,0.384680754739909°E |                                            |                            | Modifica les dades a Wikidata |
|        | Caseta de la Manela            | masia        | Paüls            |                      |                      | 40° 54′ 16″ N, 0° 22′ 37″ E / 40.9044409659331°N,0.376913975092487°E |                                            |                            | Modifica les dades a Wikidata |
|        | Caseta de Morrut               | masia        | Paüls            |                      |                      | 40° 55′ 09″ N, 0° 23′ 03″ E / 40.9191227913677°N,0.384063294070308°E |                                            |                            | Modifica les dades a Wikidata |
|        | Caseta de Muntanya             | masia        | Paüls            |                      |                      | 40° 54′ 39″ N, 0° 26′ 09″ E / 40.9107818216263°N,0.435741482826179°E |                                            |                            | Modifica les dades a Wikidata |
|        | Caseta del Carlet              | masia        | Paüls            |                      |                      | 40° 55′ 18″ N, 0° 23′ 13″ E / 40.9217831287945°N,0.386986351689198°E |                                            |                            | Modifica les dades a Wikidata |
|        | Caseta del Comunet             | masia        | Paüls            |                      |                      | 40° 56′ 13″ N, 0° 26′ 03″ E / 40.9370193477804°N,0.434120726412996°E |                                            |                            | Modifica les dades a Wikidata |
|        | Caseta del Cotx                | masia        | Paüls            |                      |                      | 40° 55′ 08″ N, 0° 23′ 24″ E / 40.9187702685278°N,0.389966729050394°E |                                            |                            | Modifica les dades a Wikidata |
|        | Caseta del Flores              | masia        | Paüls            |                      |                      | 40° 55′ 34″ N, 0° 26′ 20″ E / 40.9262066860705°N,0.438790690979606°E |                                            |                            | Modifica les dades a Wikidata |
|        | Caseta del Gaiteret            | masia        | Paüls            |                      |                      | 40° 54′ 01″ N, 0° 22′ 59″ E / 40.9002137125653°N,0.38312329080715°E  |                                            |                            | Modifica les dades a Wikidata |
|        | Caseta del Garí                | masia        | Paüls            |                      |                      | 40° 55′ 52″ N, 0° 26′ 20″ E / 40.9311007077916°N,0.438934125023996°E |                                            |                            | Modifica les dades a Wikidata |
|        | Caseta del Llúcio              | masia        | Paüls            |                      |                      | 40° 54′ 05″ N, 0° 23′ 04″ E / 40.9014123887502°N,0.384346203823682°E |                                            |                            | Modifica les dades a Wikidata |
|        | Caseta del Manarrosso          | masia        | Paüls            |                      |                      | 40° 55′ 37″ N, 0° 23′ 40″ E / 40.9270699814982°N,0.394532691109406°E |                                            |                            | Modifica les dades a Wikidata |
|        | Caseta del Manyà               | masia        | Paüls            |                      |                      | 40° 55′ 09″ N, 0° 23′ 01″ E / 40.9192821904385°N,0.383546417690654°E |                                            |                            | Modifica les dades a Wikidata |
|        | Caseta del Marto               | masia        | Paüls            |                      |                      | 40° 55′ 08″ N, 0° 23′ 09″ E / 40.9189575419897°N,0.385910295526704°E |                                            |                            | Modifica les dades a Wikidata |
|        | Caseta del Pipa                | masia        | Paüls            |                      |                      | 40° 55′ 12″ N, 0° 23′ 38″ E / 40.9200652766266°N,0.393858016306934°E |                                            |                            | Modifica les dades a Wikidata |
|        | Caseta del Pubill              | masia        | Paüls            |                      |                      | 40° 55′ 12″ N, 0° 22′ 56″ E / 40.9198840970686°N,0.382287745161809°E |                                            |                            | Modifica les dades a Wikidata |
|        | Caseta del Rei                 | masia        | Paüls            |                      |                      | 40° 56′ 55″ N, 0° 24′ 59″ E / 40.9486651820098°N,0.416373164337512°E |                                            |                            | Modifica les dades a Wikidata |
|        | Caseta del Roio                | masia        | Paüls            |                      |                      | 40° 55′ 02″ N, 0° 23′ 09″ E / 40.91735961078°N,0.385747687004457°E   |                                            |                            | Modifica les dades a Wikidata |
|        | Caseta del Serafí              | masia        | Paüls            |                      |                      | 40° 54′ 00″ N, 0° 23′ 22″ E / 40.8998899306693°N,0.389498734956576°E |                                            |                            | Modifica les dades a Wikidata |
|        | Caseta dels Xenels             | masia        | Paüls            |                      |                      | 40° 55′ 09″ N, 0° 23′ 13″ E / 40.9191762373368°N,0.386815980923441°E |                                            |                            | Modifica les dades a Wikidata |
|        | Confaneca del Boix             | masia        | Paüls            |                      |                      | 40° 55′ 03″ N, 0° 24′ 13″ E / 40.9174332260347°N,0.403745492871453°E |                                            |                            | Modifica les dades a Wikidata |
|        | les Sorts del Marreco          | masia        | Paüls            |                      |                      | 40° 55′ 11″ N, 0° 24′ 22″ E / 40.919765033666°N,0.406100287891826°E  |                                            |                            | Modifica les dades a Wikidata |
|        | les Sorts del Quico            | masia        | Paüls            |                      |                      | 40° 55′ 18″ N, 0° 24′ 46″ E / 40.9216872177661°N,0.412674865319363°E |                                            |                            | Modifica les dades a Wikidata |
|        | les Sorts del Serena           | masia        | Paüls            |                      |                      | 40° 55′ 09″ N, 0° 24′ 34″ E / 40.9192182822819°N,0.409422691653764°E |                                            |                            | Modifica les dades a Wikidata |
|        | lo Bru de la Piu               | masia        | Paüls            |                      |                      | 40° 56′ 30″ N, 0° 26′ 42″ E / 40.941738302595°N,0.445032261592628°E  |                                            |                            | Modifica les dades a Wikidata |
|        | lo Moledor                     | masia        | Paüls            |                      |                      | 40° 55′ 24″ N, 0° 23′ 57″ E / 40.9232482460742°N,0.399195336709975°E |                                            |                            | Modifica les dades a Wikidata |
|        | los Albadars del Vinyes        | masia        | Paüls            |                      |                      | 40° 55′ 55″ N, 0° 23′ 56″ E / 40.9318452869174°N,0.398988652012642°E |                                            |                            | Modifica les dades a Wikidata |
|        | Mas de Doverenc                | masia        | Paüls            |                      |                      | 40° 54′ 27″ N, 0° 22′ 47″ E / 40.907544411447°N,0.37968687425945°E   |                                            |                            | Modifica les dades a Wikidata |
|        | Mas de l'Agustí                | masia        | Paüls            |                      |                      | 40° 54′ 26″ N, 0° 24′ 08″ E / 40.907154724736°N,0.40225878832539°E   |                                            |                            | Modifica les dades a Wikidata |
|        | Mas de l'Amat                  | masia        | Paüls            |                      |                      | 40° 56′ 54″ N, 0° 25′ 58″ E / 40.948368607156°N,0.43271719107993°E   |                                            |                            | Modifica les dades a Wikidata |
|        | Mas de l'Arrel                 | masia        | Paüls            |                      |                      | 40° 57′ 23″ N, 0° 26′ 23″ E / 40.9563359707715°N,0.439633630193489°E |                                            |                            | Modifica les dades a Wikidata |
|        | Mas de l'Auberó                | masia        | Paüls            |                      |                      | 40° 56′ 46″ N, 0° 26′ 10″ E / 40.9461003136051°N,0.436227985513603°E |                                            |                            | Modifica les dades a Wikidata |
|        | Mas de l'Aufarinc              | masia        | Paüls            |                      |                      | 40° 56′ 31″ N, 0° 25′ 31″ E / 40.941957800956°N,0.425353376593907°E  |                                            |                            | Modifica les dades a Wikidata |
|        | Mas de l'Aures                 | masia        | Paüls            |                      |                      | 40° 57′ 17″ N, 0° 25′ 57″ E / 40.9546163816014°N,0.432381694524287°E |                                            |                            | Modifica les dades a Wikidata |
|        | Mas de l'Isidro                | masia        | Paüls            |                      |                      | 40° 55′ 38″ N, 0° 25′ 33″ E / 40.9271797396376°N,0.425868052020837°E |                                            |                            | Modifica les dades a Wikidata |
|        | Mas de la Bosquerola           | masia        | Paüls            |                      |                      | 40° 56′ 50″ N, 0° 24′ 50″ E / 40.9472916652398°N,0.41376579389457°E  |                                            |                            | Modifica les dades a Wikidata |
|        | Mas de la Tona                 | masia        | Paüls            |                      |                      | 40° 54′ 08″ N, 0° 23′ 55″ E / 40.9023144805424°N,0.39873403019372°E  |                                            |                            | Modifica les dades a Wikidata |
|        | Mas de les Carboneres          | masia        | Paüls            |                      |                      | 40° 57′ 14″ N, 0° 26′ 43″ E / 40.9540212553409°N,0.445318811445626°E |                                            |                            | Modifica les dades a Wikidata |
|        | Mas de les Glòries             | masia        | Paüls            |                      |                      | 40° 55′ 33″ N, 0° 23′ 22″ E / 40.9258285660437°N,0.389427593840664°E |                                            |                            | Modifica les dades a Wikidata |
|        | Mas de Quinse                  | masia        | Paüls            |                      |                      | 40° 53′ 57″ N, 0° 23′ 27″ E / 40.8991016351197°N,0.390882987968822°E |                                            |                            | Modifica les dades a Wikidata |
|        | Mas de Ramon de la Nora        | masia        | Paüls            |                      |                      | 40° 55′ 48″ N, 0° 26′ 53″ E / 40.9299431871809°N,0.448064087188487°E |                                            |                            | Modifica les dades a Wikidata |
|        | Mas del Balica                 | masia        | Paüls            |                      |                      | 40° 54′ 22″ N, 0° 23′ 12″ E / 40.9062222441647°N,0.386732743018286°E |                                            |                            | Modifica les dades a Wikidata |
|        | Mas del Baua                   | masia        | Paüls            |                      |                      | 40° 55′ 47″ N, 0° 25′ 32″ E / 40.9296423508496°N,0.425629906869865°E |                                            |                            | Modifica les dades a Wikidata |
|        | Mas del Bernat                 | masia        | Paüls            |                      |                      | 40° 54′ 46″ N, 0° 24′ 05″ E / 40.9127163479358°N,0.401472438968684°E |                                            |                            | Modifica les dades a Wikidata |
|        | Mas del Bilon                  | masia        | Paüls            |                      |                      | 40° 55′ 02″ N, 0° 23′ 42″ E / 40.9171901196343°N,0.394968413277347°E |                                            |                            | Modifica les dades a Wikidata |
|        | Mas del Blanco                 | masia        | Paüls            |                      |                      | 40° 54′ 54″ N, 0° 24′ 21″ E / 40.9149607599301°N,0.405943878703511°E |                                            |                            | Modifica les dades a Wikidata |
|        | Mas del Borrim                 | masia        | Paüls            |                      |                      | 40° 54′ 15″ N, 0° 23′ 54″ E / 40.9042846410777°N,0.398229409974501°E |                                            |                            | Modifica les dades a Wikidata |
|        | Mas del Cabossa                | masia        | Paüls            |                      |                      | 40° 53′ 32″ N, 0° 23′ 02″ E / 40.892327143042°N,0.38384851766951°E   |                                            |                            | Modifica les dades a Wikidata |
|        | Mas del Cambrai                | masia        | Paüls            |                      |                      | 40° 56′ 52″ N, 0° 25′ 37″ E / 40.9476771337866°N,0.426960504676714°E |                                            |                            | Modifica les dades a Wikidata |
|        | Mas del Colau                  | masia        | Paüls            |                      |                      | 40° 56′ 38″ N, 0° 25′ 42″ E / 40.9439223652271°N,0.428222927401709°E |                                            |                            | Modifica les dades a Wikidata |
|        | Mas del Cosme                  | masia        | Paüls            |                      |                      | 40° 56′ 49″ N, 0° 24′ 54″ E / 40.9469419325303°N,0.415038636968533°E |                                            |                            | Modifica les dades a Wikidata |
|        | Mas del Fandos                 | masia        | Paüls            |                      |                      | 40° 53′ 53″ N, 0° 23′ 28″ E / 40.8981359136835°N,0.391193978105477°E |                                            |                            | Modifica les dades a Wikidata |
|        | Mas del Ferrer                 | masia        | Paüls            |                      |                      | 40° 56′ 24″ N, 0° 25′ 07″ E / 40.9398642279623°N,0.418735603069461°E |                                            |                            | Modifica les dades a Wikidata |
|        | Mas del Gabino                 | masia        | Paüls            |                      |                      | 40° 54′ 45″ N, 0° 23′ 23″ E / 40.9123691528324°N,0.389696241336401°E |                                            |                            | Modifica les dades a Wikidata |
|        | Mas del German                 | masia        | Paüls            |                      |                      | 40° 54′ 04″ N, 0° 23′ 24″ E / 40.9011465701369°N,0.390102192715511°E |                                            |                            | Modifica les dades a Wikidata |
|        | Mas del Guitarrer              | masia        | Paüls            |                      |                      | 40° 55′ 13″ N, 0° 25′ 55″ E / 40.9201883811336°N,0.431839180149312°E |                                            |                            | Modifica les dades a Wikidata |
|        | Mas del Joan de la Refora      | masia        | Paüls            |                      |                      | 40° 55′ 07″ N, 0° 25′ 47″ E / 40.918616981498°N,0.429632091554409°E  |                                            |                            | Modifica les dades a Wikidata |
|        | Mas del Jordi                  | masia        | Paüls            |                      |                      | 40° 56′ 23″ N, 0° 23′ 30″ E / 40.9397152245498°N,0.391719342580868°E |                                            |                            | Modifica les dades a Wikidata |
|        | Mas del Llumanes               | masia        | Paüls            |                      |                      | 40° 56′ 33″ N, 0° 25′ 33″ E / 40.9424789762252°N,0.425701352711189°E |                                            |                            | Modifica les dades a Wikidata |
|        | Mas del Llóbrec                | masia        | Paüls            |                      |                      | 40° 56′ 06″ N, 0° 26′ 14″ E / 40.9349885319467°N,0.437168611672328°E |                                            |                            | Modifica les dades a Wikidata |
|        | Mas del Llúcio                 | masia        | Paüls            |                      |                      | 40° 54′ 06″ N, 0° 22′ 59″ E / 40.901672085826°N,0.383089513201752°E  |                                            |                            | Modifica les dades a Wikidata |
|        | Mas del Lugar                  | masia        | Paüls            |                      |                      | 40° 53′ 55″ N, 0° 22′ 45″ E / 40.8985668808763°N,0.379223518874118°E |                                            |                            | Modifica les dades a Wikidata |
|        | Mas del Matiner                | masia        | Paüls            |                      |                      | 40° 56′ 36″ N, 0° 24′ 22″ E / 40.9433185040348°N,0.406104855704869°E |                                            |                            | Modifica les dades a Wikidata |
|        | Mas del Messià                 | masia        | Paüls            |                      |                      | 40° 54′ 16″ N, 0° 22′ 56″ E / 40.904453796792°N,0.382231886387609°E  |                                            |                            | Modifica les dades a Wikidata |
|        | Mas del Mures                  | masia        | Paüls            |                      |                      | 40° 55′ 21″ N, 0° 23′ 11″ E / 40.9224819405646°N,0.386424448108404°E |                                            |                            | Modifica les dades a Wikidata |
|        | Mas del Pavet                  | masia        | Paüls            |                      |                      | 40° 54′ 42″ N, 0° 24′ 30″ E / 40.9117723162803°N,0.4083481674247°E   |                                            |                            | Modifica les dades a Wikidata |
|        | Mas del Pentinat               | masia        | Paüls            |                      |                      | 40° 56′ 46″ N, 0° 25′ 36″ E / 40.946137194495°N,0.42656891578567°E   |                                            |                            | Modifica les dades a Wikidata |
|        | Mas del Pipa                   | masia        | Paüls            |                      |                      | 40° 56′ 02″ N, 0° 23′ 43″ E / 40.9338248524683°N,0.395312303235882°E |                                            |                            | Modifica les dades a Wikidata |
|        | Mas del Ploron                 | masia        | Paüls            |                      |                      | 40° 54′ 01″ N, 0° 22′ 51″ E / 40.9003583453446°N,0.380767180163233°E |                                            |                            | Modifica les dades a Wikidata |
|        | Mas del Pol                    | masia        | Paüls            |                      |                      | 40° 55′ 38″ N, 0° 23′ 33″ E / 40.9272686741542°N,0.392565410685841°E |                                            |                            | Modifica les dades a Wikidata |
|        | Mas del Portal                 | masia        | Paüls            |                      |                      | 40° 54′ 18″ N, 0° 23′ 32″ E / 40.9050464848841°N,0.392085659367148°E |                                            |                            | Modifica les dades a Wikidata |
|        | Mas del Quinze                 | masia        | Paüls            |                      |                      | 40° 55′ 32″ N, 0° 23′ 01″ E / 40.9255090841794°N,0.383680675894169°E |                                            |                            | Modifica les dades a Wikidata |
|        | Mas del Rei                    | masia        | Paüls            |                      |                      | 40° 57′ 07″ N, 0° 25′ 44″ E / 40.9519729873281°N,0.428955793966331°E |                                            |                            | Modifica les dades a Wikidata |
|        | Mas del Roc                    | masia        | Paüls            |                      |                      | 40° 56′ 28″ N, 0° 26′ 31″ E / 40.9409962102869°N,0.442031958944458°E |                                            |                            | Modifica les dades a Wikidata |
|        | Mas del Rosildet               | masia        | Paüls            |                      |                      | 40° 55′ 11″ N, 0° 26′ 04″ E / 40.9197843831059°N,0.434324680030694°E |                                            |                            | Modifica les dades a Wikidata |
|        | Mas del Rosildo                | masia        | Paüls            |                      |                      | 40° 55′ 43″ N, 0° 25′ 33″ E / 40.9284960144486°N,0.425923820147261°E |                                            |                            | Modifica les dades a Wikidata |
|        | Mas del Sanç                   | masia        | Paüls            |                      |                      | 40° 56′ 02″ N, 0° 25′ 56″ E / 40.9338982429237°N,0.432293767585242°E |                                            |                            | Modifica les dades a Wikidata |
|        | Mas del Serrano                | masia        | Paüls            |                      |                      | 40° 56′ 31″ N, 0° 24′ 13″ E / 40.942012305798°N,0.403697198364766°E  |                                            |                            | Modifica les dades a Wikidata |
|        | Mas del Somega                 | masia        | Paüls            |                      |                      | 40° 56′ 56″ N, 0° 25′ 05″ E / 40.948954405059°N,0.418025014132024°E  |                                            |                            | Modifica les dades a Wikidata |
|        | Mas del Sopi                   | masia        | Paüls            |                      |                      | 40° 57′ 10″ N, 0° 24′ 53″ E / 40.9528083002301°N,0.414762163444121°E |                                            |                            | Modifica les dades a Wikidata |
|        | Mas del Tabola                 | masia        | Paüls            |                      |                      | 40° 56′ 43″ N, 0° 26′ 53″ E / 40.9453262234437°N,0.448018041428092°E |                                            |                            | Modifica les dades a Wikidata |
|        | Mas del Tano                   | masia        | Paüls            |                      |                      | 40° 54′ 57″ N, 0° 23′ 06″ E / 40.9157940237594°N,0.385025754129569°E |                                            |                            | Modifica les dades a Wikidata |
|        | Mas del Torrat                 | masia        | Paüls            |                      |                      | 40° 54′ 28″ N, 0° 22′ 41″ E / 40.9078627128096°N,0.378060855146945°E |                                            |                            | Modifica les dades a Wikidata |
|        | Mas del Vinya                  | masia        | Paüls            |                      |                      | 40° 56′ 41″ N, 0° 24′ 38″ E / 40.9446059528733°N,0.41048520753753°E  |                                            |                            | Modifica les dades a Wikidata |
|        | Mas del Vinyeta                | masia        | Paüls            |                      |                      | 40° 56′ 42″ N, 0° 24′ 34″ E / 40.944927644589°N,0.409569846427381°E  |                                            |                            | Modifica les dades a Wikidata |
|        | Mas dels Tortosins             | masia        | Paüls            |                      |                      | 40° 56′ 44″ N, 0° 26′ 15″ E / 40.9455949648162°N,0.437399798748195°E |                                            |                            | Modifica les dades a Wikidata |
|        | Maset de l'Aufarinc            | masia        | Paüls            |                      |                      | 40° 57′ 00″ N, 0° 25′ 13″ E / 40.9500128232927°N,0.420240898799429°E |                                            |                            | Modifica les dades a Wikidata |
|        | Masos del Cepet                | masia        | Paüls            |                      |                      | 40° 55′ 33″ N, 0° 24′ 58″ E / 40.92592283288°N,0.415989043423393°E   |                                            |                            | Modifica les dades a Wikidata |
|        | Vall de Vinyes del Ferrer      | masia        | Paüls            |                      |                      | 40° 56′ 01″ N, 0° 25′ 03″ E / 40.9335601632273°N,0.417567816503524°E |                                            |                            | Modifica les dades a Wikidata |
|        | Vall de Vinyes del Sereno      | masia        | Paüls            |                      |                      | 40° 56′ 12″ N, 0° 25′ 09″ E / 40.9365681752748°N,0.419160927513117°E |                                            |                            | Modifica les dades a Wikidata |
|        | Venta del Fangar               | masia        | Paüls            |                      |                      | 40° 56′ 42″ N, 0° 27′ 38″ E / 40.9450827223802°N,0.460642770484297°E |                                            |                            | Modifica les dades a Wikidata |
|        | Casa de Carvallo               | masia        | Roquetes         |                      |                      | 40° 48′ 17″ N, 0° 23′ 15″ E / 40.8048168572711°N,0.387374502631343°E |                                            |                            | Modifica les dades a Wikidata |
|        | Casa de la Càrdenes            | masia        | Roquetes         |                      |                      | 40° 44′ 47″ N, 0° 25′ 26″ E / 40.746523072442°N,0.423850381881047°E  |                                            |                            | Modifica les dades a Wikidata |
|        | Casa de les Caderneres         | masia        | Roquetes         |                      |                      | 40° 50′ 24″ N, 0° 25′ 31″ E / 40.8399514967097°N,0.425310282720725°E |                                            |                            | Modifica les dades a Wikidata |
|        | Casa de Pandorga               | masia        | Roquetes         |                      |                      | 40° 50′ 05″ N, 0° 26′ 36″ E / 40.8346943454403°N,0.443254971117931°E |                                            |                            | Modifica les dades a Wikidata |
|        | Casa de Pepe lo Casso          | masia        | Roquetes         |                      |                      | 40° 45′ 55″ N, 0° 27′ 13″ E / 40.7651563791606°N,0.453742330227067°E |                                            |                            | Modifica les dades a Wikidata |
|        | Casa de Ruscles                | masia        | Roquetes         |                      |                      | 40° 50′ 16″ N, 0° 26′ 05″ E / 40.8377899000936°N,0.434608892200915°E |                                            |                            | Modifica les dades a Wikidata |
|        | Casa del Camp                  | masia        | Roquetes         |                      |                      | 40° 46′ 19″ N, 0° 26′ 20″ E / 40.7718277603353°N,0.438962015774642°E |                                            |                            | Modifica les dades a Wikidata |
|        | Casa del Tiritxano             | masia        | Roquetes         |                      |                      | 40° 48′ 00″ N, 0° 29′ 07″ E / 40.800078533637°N,0.485394164411817°E  |                                            |                            | Modifica les dades a Wikidata |
|        | Casa dels Trulls               | masia        | Roquetes         |                      |                      | 40° 46′ 02″ N, 0° 27′ 11″ E / 40.7673090989547°N,0.452925593300956°E |                                            |                            | Modifica les dades a Wikidata |
|        | Casa forestal de la Vall       | masia        | Roquetes         |                      |                      | 40° 45′ 52″ N, 0° 18′ 33″ E / 40.7645548799293°N,0.309036811554559°E |                                            |                            | Modifica les dades a Wikidata |
|        | Cases de Casquet de Ferro      | masia        | Roquetes         |                      |                      | 40° 45′ 32″ N, 0° 24′ 37″ E / 40.7588281314207°N,0.410226563946087°E |                                            |                            | Modifica les dades a Wikidata |
|        | Cases del Garrigó              | masia        | Roquetes         |                      |                      | 40° 48′ 17″ N, 0° 29′ 26″ E / 40.8047115420734°N,0.490505979916633°E |                                            |                            | Modifica les dades a Wikidata |
|        | Caseta d'Ulleig                | masia        | Roquetes         |                      |                      | 40° 46′ 06″ N, 0° 18′ 32″ E / 40.7683694783529°N,0.308847285485309°E |                                            |                            | Modifica les dades a Wikidata |
|        | Caseta de Cabossa              | masia        | Roquetes         |                      |                      | 40° 44′ 39″ N, 0° 26′ 52″ E / 40.744240528324°N,0.4476938438207°E    |                                            |                            | Modifica les dades a Wikidata |
|        | Caseta dels Gasos              | masia        | Roquetes         |                      |                      | 40° 45′ 42″ N, 0° 26′ 57″ E / 40.7615755258319°N,0.449034038365658°E |                                            |                            | Modifica les dades a Wikidata |
|        | Casetes de les Granges         | masia        | Roquetes         |                      |                      | 40° 47′ 45″ N, 0° 26′ 33″ E / 40.795737850727°N,0.442428078193417°E  |                                            |                            | Modifica les dades a Wikidata |
|        | Corral d'Arinyo                | masia        | Roquetes         |                      |                      | 40° 46′ 07″ N, 0° 24′ 03″ E / 40.7687481779923°N,0.40075436549765°E  |                                            |                            | Modifica les dades a Wikidata |
|        | Corral d'Eusébio               | masia        | Roquetes         |                      |                      | 40° 44′ 58″ N, 0° 25′ 33″ E / 40.7494679440054°N,0.42584486682221°E  |                                            |                            | Modifica les dades a Wikidata |
|        | Corral de Clemente             | masia        | Roquetes         |                      |                      | 40° 44′ 56″ N, 0° 27′ 02″ E / 40.7489907853868°N,0.450593121346856°E |                                            |                            | Modifica les dades a Wikidata |
|        | Corral de Ferreres             | masia        | Roquetes         |                      |                      | 40° 45′ 51″ N, 0° 24′ 57″ E / 40.7642241995214°N,0.415880978306029°E |                                            |                            | Modifica les dades a Wikidata |
|        | Corral de Ganduls              | masia        | Roquetes         |                      |                      | 40° 49′ 43″ N, 0° 24′ 41″ E / 40.8286033444987°N,0.411270997510163°E |                                            |                            | Modifica les dades a Wikidata |
|        | Corral del Cacauero            | masia        | Roquetes         |                      |                      | 40° 49′ 21″ N, 0° 24′ 29″ E / 40.8224516368441°N,0.408071875052305°E |                                            |                            | Modifica les dades a Wikidata |
|        | Corral del Retoret             | masia        | Roquetes         |                      |                      | 40° 45′ 09″ N, 0° 24′ 55″ E / 40.7524661293802°N,0.415317946549746°E |                                            |                            | Modifica les dades a Wikidata |
|        | lo Racó d'Omedo                | masia        | Roquetes         |                      |                      | 40° 47′ 46″ N, 0° 29′ 19″ E / 40.7962026596398°N,0.488574690968775°E |                                            |                            | Modifica les dades a Wikidata |
|        | los Trulls                     | masia        | Roquetes         |                      |                      | 40° 45′ 59″ N, 0° 27′ 11″ E / 40.7662667039487°N,0.453036499203516°E |                                            |                            | Modifica les dades a Wikidata |
|        | Mas d'Ansedor                  | masia        | Roquetes         |                      |                      | 40° 47′ 10″ N, 0° 28′ 40″ E / 40.7861208105231°N,0.477720530651011°E |                                            |                            | Modifica les dades a Wikidata |
|        | Mas d'Arasa                    | masia        | Roquetes         |                      |                      | 40° 49′ 32″ N, 0° 24′ 30″ E / 40.8256631032946°N,0.408290625412031°E |                                            |                            | Modifica les dades a Wikidata |
|        | Mas d'Eusèbio                  | masia        | Roquetes         |                      |                      | 40° 44′ 55″ N, 0° 25′ 31″ E / 40.7487170410099°N,0.425293499641055°E |                                            |                            | Modifica les dades a Wikidata |
|        | Mas de Barragan                | masia        | Roquetes         |                      |                      | 40° 47′ 59″ N, 0° 28′ 15″ E / 40.7996051410377°N,0.470750052128756°E |                                            |                            | Modifica les dades a Wikidata |
|        | Mas de Cesàrio                 | masia        | Roquetes         |                      |                      | 40° 46′ 07″ N, 0° 22′ 31″ E / 40.7685063837254°N,0.375363403486943°E |                                            |                            | Modifica les dades a Wikidata |
|        | Mas de Cullerer                | masia        | Roquetes         |                      |                      | 40° 46′ 11″ N, 0° 17′ 11″ E / 40.7695907144017°N,0.286394809909851°E |                                            |                            | Modifica les dades a Wikidata |
|        | Mas de Ganxo                   | masia        | Roquetes         |                      |                      | 40° 46′ 46″ N, 0° 24′ 37″ E / 40.779410320676°N,0.410256269697937°E  |                                            |                            | Modifica les dades a Wikidata |
|        | Mas de l'Higuita               | masia        | Roquetes         |                      |                      | 40° 47′ 02″ N, 0° 22′ 44″ E / 40.7839010256421°N,0.378987463600243°E |                                            |                            | Modifica les dades a Wikidata |
|        | Mas de la Taulesa              | masia        | Roquetes         |                      |                      | 40° 44′ 40″ N, 0° 25′ 56″ E / 40.7443837833186°N,0.432128313168567°E |                                            |                            | Modifica les dades a Wikidata |
|        | Mas de Llobera                 | masia        | Roquetes         |                      |                      | 40° 46′ 01″ N, 0° 18′ 04″ E / 40.7670021530819°N,0.301213904465783°E |                                            |                            | Modifica les dades a Wikidata |
|        | Mas de Llobereta               | masia        | Roquetes         |                      |                      | 40° 46′ 02″ N, 0° 17′ 48″ E / 40.767145°N,0.296755°E                 |                                            |                            | Modifica les dades a Wikidata |
|        | Mas de Lloret                  | masia        | Roquetes         |                      |                      | 40° 46′ 03″ N, 0° 22′ 38″ E / 40.7675653323234°N,0.377153812125752°E |                                            |                            | Modifica les dades a Wikidata |
|        | Mas de Masó                    | masia        | Roquetes         |                      |                      | 40° 46′ 18″ N, 0° 21′ 42″ E / 40.7717138710892°N,0.361588509404726°E |                                            |                            | Modifica les dades a Wikidata |
|        | Mas de Mentirola               | masia        | Roquetes         |                      |                      | 40° 46′ 14″ N, 0° 22′ 07″ E / 40.7706842108°N,0.368560084503786°E    |                                            |                            | Modifica les dades a Wikidata |
|        | Mas de Paraigües               | masia        | Roquetes         |                      |                      | 40° 46′ 06″ N, 0° 20′ 05″ E / 40.7683837971866°N,0.334673343984519°E |                                            |                            | Modifica les dades a Wikidata |
|        | Mas de Pep Manel               | masia        | Roquetes         |                      |                      | 40° 46′ 24″ N, 0° 21′ 37″ E / 40.773394158181°N,0.360230558923092°E  |                                            |                            | Modifica les dades a Wikidata |
|        | Mas de Petroni                 | masia        | Roquetes         |                      |                      | 40° 45′ 07″ N, 0° 18′ 38″ E / 40.7519267693169°N,0.310576802270831°E |                                            |                            | Modifica les dades a Wikidata |
|        | Mas de Xaco                    | masia        | Roquetes         |                      |                      | 40° 47′ 18″ N, 0° 22′ 16″ E / 40.7882172057619°N,0.371150252427788°E |                                            |                            | Modifica les dades a Wikidata |
|        | Mas del Barró                  | masia        | Roquetes         |                      |                      | 40° 45′ 42″ N, 0° 17′ 53″ E / 40.7617700340174°N,0.298179926801977°E |                                            |                            | Modifica les dades a Wikidata |
|        | Mas del Blanco                 | masia        | Roquetes         |                      |                      | 40° 46′ 23″ N, 0° 21′ 42″ E / 40.7730560798907°N,0.361594617431942°E |                                            |                            | Modifica les dades a Wikidata |
|        | Mas del Canonge                | masia        | Roquetes         |                      |                      | 40° 47′ 01″ N, 0° 26′ 58″ E / 40.7836323273542°N,0.449351048901065°E |                                            |                            | Modifica les dades a Wikidata |
|        | Mas del Cansalader             | masia        | Roquetes         |                      |                      | 40° 46′ 21″ N, 0° 21′ 05″ E / 40.7723894179132°N,0.351372622524938°E |                                            |                            | Modifica les dades a Wikidata |
|        | Mas del Frare                  | masia        | Roquetes         |                      |                      | 40° 45′ 56″ N, 0° 16′ 47″ E / 40.7654193027976°N,0.279847649326666°E |                                            |                            | Modifica les dades a Wikidata |
|        | Mas del Moliner                | masia        | Roquetes         |                      |                      | 40° 45′ 37″ N, 0° 19′ 17″ E / 40.760294191381°N,0.32151598642806°E   |                                            |                            | Modifica les dades a Wikidata |
|        | Mas del Tio Parra              | masia        | Roquetes         |                      |                      | 40° 46′ 22″ N, 0° 21′ 48″ E / 40.7727470798485°N,0.363443276323277°E |                                            |                            | Modifica les dades a Wikidata |
|        | Mas del Xocolato               | masia        | Roquetes         |                      |                      | 40° 46′ 38″ N, 0° 23′ 04″ E / 40.7771283567278°N,0.384573928930461°E |                                            |                            | Modifica les dades a Wikidata |
|        | mas dels Canonges              | masia        | Roquetes         |                      |                      | 40° 47′ 07″ N, 0° 27′ 40″ E / 40.7854°N,0.461101°E                   | bé integrant del patrimoni cultural català |                            | Modifica les dades a Wikidata |
|        | Maset d'Enric                  | masia        | Roquetes         |                      |                      | 40° 45′ 07″ N, 0° 18′ 42″ E / 40.7518640940405°N,0.311751897920609°E |                                            |                            | Modifica les dades a Wikidata |
|        | Masets de Silvestre            | masia        | Roquetes         |                      |                      | 40° 45′ 14″ N, 0° 19′ 16″ E / 40.7540122912543°N,0.321235679824323°E |                                            |                            | Modifica les dades a Wikidata |
|        | Masos de Caguitos              | masia        | Roquetes         |                      |                      | 40° 46′ 07″ N, 0° 16′ 34″ E / 40.7686474717372°N,0.276185494010292°E |                                            |                            | Modifica les dades a Wikidata |
|        | Molí de Moc                    | masia        | Roquetes         |                      |                      | 40° 44′ 55″ N, 0° 24′ 03″ E / 40.7486102091796°N,0.400852243506169°E |                                            |                            | Modifica les dades a Wikidata |
|        | Molí de Narcís                 | masia        | Roquetes         |                      |                      | 40° 46′ 01″ N, 0° 22′ 42″ E / 40.7670454497276°N,0.378453733932099°E |                                            |                            | Modifica les dades a Wikidata |
|        | Molí del Mig                   | masia        | Roquetes         |                      |                      | 40° 45′ 20″ N, 0° 23′ 18″ E / 40.7554762907764°N,0.388206772598305°E |                                            |                            | Modifica les dades a Wikidata |
|        | Torre de Gil                   | masia        | Roquetes         |                      |                      | 40° 49′ 06″ N, 0° 29′ 44″ E / 40.8183879669598°N,0.495633885040548°E |                                            |                            | Modifica les dades a Wikidata |
|        | Xalet de Bau                   | masia        | Roquetes         |                      |                      | 40° 48′ 17″ N, 0° 19′ 21″ E / 40.8046280293748°N,0.32260206058891°E  |                                            |                            | Modifica les dades a Wikidata |
|        | Xalet de Marcel·lino Domingo   | masia        | Roquetes         |                      |                      | 40° 49′ 14″ N, 0° 28′ 17″ E / 40.8206512358944°N,0.471396769710635°E |                                            |                            | Modifica les dades a Wikidata |
|        | Xalet de Salero                | masia        | Roquetes         |                      |                      | 40° 48′ 01″ N, 0° 19′ 30″ E / 40.8002081718063°N,0.325043668667865°E |                                            |                            | Modifica les dades a Wikidata |
|        | Xalet de Torres                | masia        | Roquetes         |                      |                      | 40° 47′ 54″ N, 0° 19′ 24″ E / 40.798231129711°N,0.323297819618873°E  |                                            |                            | Modifica les dades a Wikidata |
|        | Casa de Benet i Zep            | masia        | Tivenys          |                      |                      | 40° 55′ 01″ N, 0° 30′ 13″ E / 40.9168998318349°N,0.5035300501079°E   |                                            |                            | Modifica les dades a Wikidata |
|        | Casa de la Pepa                | masia        | Tivenys          |                      |                      | 40° 53′ 34″ N, 0° 34′ 04″ E / 40.89275306524°N,0.5678071934388°E     |                                            |                            | Modifica les dades a Wikidata |
|        | Casa de Pep                    | masia        | Tivenys          |                      |                      | 40° 56′ 08″ N, 0° 33′ 57″ E / 40.9354299580701°N,0.5659596422324°E   |                                            |                            | Modifica les dades a Wikidata |
|        | Casa de Porres                 | masia        | Tivenys          |                      |                      | 40° 55′ 04″ N, 0° 30′ 28″ E / 40.9176585162353°N,0.507788004971851°E |                                            |                            | Modifica les dades a Wikidata |
|        | Casa del Moreno                | masia        | Tivenys          |                      |                      | 40° 55′ 39″ N, 0° 35′ 38″ E / 40.927526729556°N,0.59384607141114°E   |                                            |                            | Modifica les dades a Wikidata |
|        | Casa del Rotxo                 | masia        | Tivenys          |                      |                      | 40° 54′ 00″ N, 0° 29′ 48″ E / 40.8999644372699°N,0.496795520973747°E |                                            |                            | Modifica les dades a Wikidata |
|        | Casa Tabaré                    | masia        | Tivenys          |                      |                      | 40° 55′ 02″ N, 0° 31′ 07″ E / 40.9171622373434°N,0.518600054077501°E |                                            |                            | Modifica les dades a Wikidata |
|        | Caseta d'Alfonso               | masia        | Tivenys          |                      |                      | 40° 54′ 05″ N, 0° 32′ 13″ E / 40.9012732371232°N,0.537060342282602°E |                                            |                            | Modifica les dades a Wikidata |
|        | Caseta d'Enriquet de Maixents  | masia        | Tivenys          |                      |                      | 40° 54′ 02″ N, 0° 30′ 33″ E / 40.9005538874279°N,0.509035960629938°E |                                            |                            | Modifica les dades a Wikidata |
|        | Caseta de Benito de les Perles | masia        | Tivenys          |                      |                      | 40° 53′ 50″ N, 0° 31′ 31″ E / 40.8972808568534°N,0.525183815395148°E |                                            |                            | Modifica les dades a Wikidata |
|        | Caseta de Berta de Porres      | masia        | Tivenys          |                      |                      | 40° 55′ 07″ N, 0° 30′ 16″ E / 40.9185688937555°N,0.50448839453364°E  |                                            |                            | Modifica les dades a Wikidata |
|        | Caseta de Caparró              | masia        | Tivenys          |                      |                      | 40° 56′ 05″ N, 0° 32′ 59″ E / 40.9346731597257°N,0.54979891575019°E  |                                            |                            | Modifica les dades a Wikidata |
|        | Caseta de Cisco Blanc          | masia        | Tivenys          |                      |                      | 40° 55′ 39″ N, 0° 32′ 45″ E / 40.9276287299278°N,0.545950253845385°E |                                            |                            | Modifica les dades a Wikidata |
|        | Caseta de Falló                | masia        | Tivenys          |                      |                      | 40° 55′ 06″ N, 0° 30′ 15″ E / 40.9182541648824°N,0.504096518693364°E |                                            |                            | Modifica les dades a Wikidata |
|        | Caseta de Fesol                | masia        | Tivenys          |                      |                      | 40° 53′ 57″ N, 0° 31′ 04″ E / 40.8992089217522°N,0.517668970493486°E |                                            |                            | Modifica les dades a Wikidata |
|        | Caseta de Govern               | masia        | Tivenys          |                      |                      | 40° 53′ 53″ N, 0° 34′ 33″ E / 40.8981574396745°N,0.575755353309523°E |                                            |                            | Modifica les dades a Wikidata |
|        | Caseta de Jesús Surdo          | masia        | Tivenys          |                      |                      | 40° 54′ 03″ N, 0° 30′ 37″ E / 40.900959048152°N,0.510279078602085°E  |                                            |                            | Modifica les dades a Wikidata |
|        | Caseta de José Surdo           | masia        | Tivenys          |                      |                      | 40° 54′ 01″ N, 0° 30′ 27″ E / 40.9001968136008°N,0.507518021672164°E |                                            |                            | Modifica les dades a Wikidata |
|        | Caseta de l'Albanyil           | masia        | Tivenys          |                      |                      | 40° 54′ 02″ N, 0° 36′ 09″ E / 40.9006904812705°N,0.602550788921068°E |                                            |                            | Modifica les dades a Wikidata |
|        | Caseta de la Farana            | masia        | Tivenys          |                      |                      | 40° 54′ 05″ N, 0° 30′ 28″ E / 40.9015002308579°N,0.50781332305113°E  |                                            |                            | Modifica les dades a Wikidata |
|        | Caseta de la Lliberata         | masia        | Tivenys          |                      |                      | 40° 54′ 25″ N, 0° 35′ 09″ E / 40.9069463579272°N,0.585952974966052°E |                                            |                            | Modifica les dades a Wikidata |
|        | Caseta de la Salera            | masia        | Tivenys          |                      |                      | 40° 55′ 38″ N, 0° 31′ 35″ E / 40.927120643621°N,0.526397840199606°E  |                                            |                            | Modifica les dades a Wikidata |
|        | Caseta de Mitjana              | masia        | Tivenys          |                      |                      | 40° 54′ 34″ N, 0° 31′ 29″ E / 40.9095555397818°N,0.52466656567222°E  |                                            |                            | Modifica les dades a Wikidata |
|        | Caseta de Mossito              | masia        | Tivenys          |                      |                      | 40° 55′ 32″ N, 0° 31′ 39″ E / 40.9255948064037°N,0.527487936015442°E |                                            |                            | Modifica les dades a Wikidata |
|        | Caseta de Pallejà              | masia        | Tivenys          |                      |                      | 40° 53′ 46″ N, 0° 36′ 05″ E / 40.8962348466585°N,0.601394146292977°E |                                            |                            | Modifica les dades a Wikidata |
|        | Caseta de Pedro Pepon          | masia        | Tivenys          |                      |                      | 40° 54′ 45″ N, 0° 31′ 31″ E / 40.9124145570996°N,0.525260383720936°E |                                            |                            | Modifica les dades a Wikidata |
|        | Caseta de Pelana               | masia        | Tivenys          |                      |                      | 40° 54′ 40″ N, 0° 31′ 41″ E / 40.911213118435°N,0.52803597036143°E   |                                            |                            | Modifica les dades a Wikidata |
|        | Caseta de Pepet de Barberà     | masia        | Tivenys          |                      |                      | 40° 55′ 17″ N, 0° 33′ 07″ E / 40.9213055441568°N,0.551872277891737°E |                                            |                            | Modifica les dades a Wikidata |
|        | Caseta de Perdigot             | masia        | Tivenys          |                      |                      | 40° 54′ 15″ N, 0° 35′ 47″ E / 40.9041999293229°N,0.596333796923328°E |                                            |                            | Modifica les dades a Wikidata |
|        | Caseta de Pino                 | masia        | Tivenys          |                      |                      | 40° 53′ 51″ N, 0° 36′ 11″ E / 40.8974394558397°N,0.603012480091737°E |                                            |                            | Modifica les dades a Wikidata |
|        | Caseta de Rabasseta            | masia        | Tivenys          |                      |                      | 40° 54′ 02″ N, 0° 34′ 30″ E / 40.9006895572292°N,0.574950586077103°E |                                            |                            | Modifica les dades a Wikidata |
|        | Caseta de Ramoncito            | masia        | Tivenys          |                      |                      | 40° 54′ 29″ N, 0° 32′ 29″ E / 40.9079382594484°N,0.541265023790327°E |                                            |                            | Modifica les dades a Wikidata |
|        | Caseta de Santiago la Nena     | masia        | Tivenys          |                      |                      | 40° 55′ 35″ N, 0° 31′ 23″ E / 40.9263974605948°N,0.522921522624738°E |                                            |                            | Modifica les dades a Wikidata |
|        | Caseta de Silo                 | masia        | Tivenys          |                      |                      | 40° 55′ 34″ N, 0° 31′ 31″ E / 40.9261213911665°N,0.525164440490983°E |                                            |                            | Modifica les dades a Wikidata |
|        | Caseta de Tiraveles            | masia        | Tivenys          |                      |                      | 40° 56′ 09″ N, 0° 33′ 03″ E / 40.9357873978532°N,0.550945453445283°E |                                            |                            | Modifica les dades a Wikidata |
|        | Caseta del Guarda del Canal    | masia        | Tivenys          |                      |                      | 40° 55′ 18″ N, 0° 29′ 50″ E / 40.9217146041383°N,0.497114546920089°E |                                            |                            | Modifica les dades a Wikidata |
|        | Caseta del Petit               | masia        | Tivenys          |                      |                      | 40° 56′ 00″ N, 0° 33′ 01″ E / 40.9334152479508°N,0.550368001494963°E |                                            |                            | Modifica les dades a Wikidata |
|        | Caseta del Pi de l'Era         | masia        | Tivenys          |                      |                      | 40° 54′ 13″ N, 0° 35′ 35″ E / 40.9035883579163°N,0.592925060859482°E |                                            |                            | Modifica les dades a Wikidata |
|        | Caseta del Porter              | masia        | Tivenys          |                      |                      | 40° 55′ 17″ N, 0° 33′ 19″ E / 40.9214148388215°N,0.555323792022426°E |                                            |                            | Modifica les dades a Wikidata |
|        | Caseta del Ros de la Pava      | masia        | Tivenys          |                      |                      | 40° 54′ 39″ N, 0° 35′ 51″ E / 40.9109427056337°N,0.597454868489112°E |                                            |                            | Modifica les dades a Wikidata |
|        | Caseta del Silo                | masia        | Tivenys          |                      |                      | 40° 54′ 03″ N, 0° 30′ 39″ E / 40.9007548360797°N,0.510832806057804°E |                                            |                            | Modifica les dades a Wikidata |
|        | Caseta del Surdo               | masia        | Tivenys          |                      |                      | 40° 53′ 58″ N, 0° 30′ 57″ E / 40.8994503542095°N,0.515914937918758°E |                                            |                            | Modifica les dades a Wikidata |
|        | Hort de Natxer                 | masia        | Tivenys          |                      |                      | 40° 54′ 07″ N, 0° 30′ 44″ E / 40.9019406245717°N,0.512355320074738°E |                                            |                            | Modifica les dades a Wikidata |
|        | los Corrals                    | masia        | Tivenys          |                      |                      | 40° 55′ 00″ N, 0° 32′ 21″ E / 40.9165606151074°N,0.539271169370377°E |                                            |                            | Modifica les dades a Wikidata |
|        | Mas d'Albert la Martina        | masia        | Tivenys          |                      |                      | 40° 54′ 20″ N, 0° 32′ 15″ E / 40.9055776675917°N,0.53743478827668°E  |                                            |                            | Modifica les dades a Wikidata |
|        | Mas d'Enriqueta de Cotna       | masia        | Tivenys          |                      |                      | 40° 54′ 43″ N, 0° 32′ 12″ E / 40.9119765716807°N,0.536769807329779°E |                                            |                            | Modifica les dades a Wikidata |
|        | Mas de Babau                   | masia        | Tivenys          |                      |                      | 40° 53′ 57″ N, 0° 35′ 42″ E / 40.8992890250617°N,0.594944734276246°E |                                            |                            | Modifica les dades a Wikidata |
|        | Mas de Balada                  | masia        | Tivenys          |                      |                      | 40° 54′ 52″ N, 0° 30′ 45″ E / 40.9144262295605°N,0.512433246051886°E |                                            |                            | Modifica les dades a Wikidata |
|        | Mas de Barés                   | masia        | Tivenys          |                      |                      | 40° 54′ 09″ N, 0° 30′ 38″ E / 40.9025149686486°N,0.510588705938507°E |                                            |                            | Modifica les dades a Wikidata |
|        | Mas de Batista                 | masia        | Tivenys          |                      |                      | 40° 54′ 58″ N, 0° 33′ 11″ E / 40.916198398777°N,0.553141328147885°E  |                                            |                            | Modifica les dades a Wikidata |
|        | Mas de Benito de les Perles    | masia        | Tivenys          |                      |                      | 40° 54′ 03″ N, 0° 32′ 39″ E / 40.9008368073381°N,0.54404483877383°E  |                                            |                            | Modifica les dades a Wikidata |
|        | Mas de Berès                   | masia        | Tivenys          |                      |                      | 40° 53′ 30″ N, 0° 33′ 17″ E / 40.8916513019472°N,0.554722981032391°E |                                            |                            | Modifica les dades a Wikidata |
|        | Mas de Betet                   | masia        | Tivenys          |                      |                      | 40° 54′ 17″ N, 0° 30′ 37″ E / 40.9047667613283°N,0.510171808637548°E |                                            |                            | Modifica les dades a Wikidata |
|        | Mas de Bleda                   | masia        | Tivenys          |                      |                      | 40° 53′ 59″ N, 0° 34′ 26″ E / 40.8996063035615°N,0.573981150043567°E |                                            |                            | Modifica les dades a Wikidata |
|        | Mas de Boret                   | masia        | Tivenys          |                      |                      | 40° 54′ 38″ N, 0° 31′ 54″ E / 40.9104269223488°N,0.531698327381413°E |                                            |                            | Modifica les dades a Wikidata |
|        | Mas de Calderero               | masia        | Tivenys          |                      |                      | 40° 55′ 41″ N, 0° 31′ 41″ E / 40.9279662850053°N,0.52802890966462°E  |                                            |                            | Modifica les dades a Wikidata |
|        | Mas de Casteles                | masia        | Tivenys          |                      |                      | 40° 54′ 41″ N, 0° 36′ 03″ E / 40.9114279005126°N,0.600856720937173°E |                                            |                            | Modifica les dades a Wikidata |
|        | Mas de Degà                    | masia        | Tivenys          |                      |                      | 40° 53′ 47″ N, 0° 29′ 46″ E / 40.896401004527°N,0.496122762294122°E  |                                            |                            | Modifica les dades a Wikidata |
|        | Mas de Fesol                   | masia        | Tivenys          |                      |                      | 40° 53′ 58″ N, 0° 34′ 17″ E / 40.8995530974637°N,0.571454605076671°E |                                            |                            | Modifica les dades a Wikidata |
|        | Mas de Fonda                   | masia        | Tivenys          |                      |                      | 40° 55′ 11″ N, 0° 31′ 40″ E / 40.9195923445651°N,0.527735508946593°E |                                            |                            | Modifica les dades a Wikidata |
|        | Mas de Fonts                   | masia        | Tivenys          |                      |                      | 40° 54′ 52″ N, 0° 30′ 27″ E / 40.9144093407231°N,0.507482660049705°E |                                            |                            | Modifica les dades a Wikidata |
|        | Mas de Franxo                  | masia        | Tivenys          |                      |                      | 40° 54′ 44″ N, 0° 35′ 47″ E / 40.9121160163999°N,0.596272550903557°E |                                            |                            | Modifica les dades a Wikidata |
|        | Mas de Fèlix                   | masia        | Tivenys          |                      |                      | 40° 54′ 01″ N, 0° 34′ 32″ E / 40.9003627667673°N,0.575686659290177°E |                                            |                            | Modifica les dades a Wikidata |
|        | Mas de Fèlix Sabater           | masia        | Tivenys          |                      |                      | 40° 54′ 44″ N, 0° 30′ 35″ E / 40.9120913646906°N,0.509837513335066°E |                                            |                            | Modifica les dades a Wikidata |
|        | Mas de Gambell                 | masia        | Tivenys          |                      |                      | 40° 54′ 50″ N, 0° 32′ 59″ E / 40.9138444857632°N,0.549606789038314°E |                                            |                            | Modifica les dades a Wikidata |
|        | Mas de Gasparet                | masia        | Tivenys          |                      |                      | 40° 55′ 02″ N, 0° 32′ 48″ E / 40.9172564343172°N,0.546559722975455°E |                                            |                            | Modifica les dades a Wikidata |
|        | Mas de Jaume de Marc           | masia        | Tivenys          |                      |                      | 40° 54′ 50″ N, 0° 32′ 37″ E / 40.9138864320495°N,0.54353794156215°E  |                                            |                            | Modifica les dades a Wikidata |
|        | Mas de Joanito de la Fonda     | masia        | Tivenys          |                      |                      | 40° 54′ 00″ N, 0° 35′ 48″ E / 40.8999026611197°N,0.596726877046947°E |                                            |                            | Modifica les dades a Wikidata |
|        | Mas de Juanito de la Mina      | masia        | Tivenys          |                      |                      | 40° 54′ 25″ N, 0° 32′ 21″ E / 40.9068746671769°N,0.539119973442829°E |                                            |                            | Modifica les dades a Wikidata |
|        | Mas de Juanito Salero          | masia        | Tivenys          |                      |                      | 40° 53′ 57″ N, 0° 32′ 34″ E / 40.8991979806366°N,0.54279971043008°E  |                                            |                            | Modifica les dades a Wikidata |
|        | Mas de l'Estranger             | masia        | Tivenys          |                      |                      | 40° 55′ 00″ N, 0° 30′ 29″ E / 40.9166258447536°N,0.507933677549613°E |                                            |                            | Modifica les dades a Wikidata |
|        | Mas de la Taia                 | masia        | Tivenys          |                      |                      | 40° 55′ 13″ N, 0° 34′ 44″ E / 40.9202727441289°N,0.578877511779277°E |                                            |                            | Modifica les dades a Wikidata |
|        | Mas de Lilo                    | masia        | Tivenys          |                      |                      | 40° 54′ 46″ N, 0° 32′ 39″ E / 40.912709293328°N,0.544092083697017°E  |                                            |                            | Modifica les dades a Wikidata |
|        | Mas de Mancebo                 | masia        | Tivenys          |                      |                      | 40° 55′ 45″ N, 0° 32′ 31″ E / 40.9292455255056°N,0.541935648386877°E |                                            |                            | Modifica les dades a Wikidata |
|        | Mas de Manolo                  | masia        | Tivenys          |                      |                      | 40° 55′ 14″ N, 0° 34′ 45″ E / 40.920423977166°N,0.57921635326396°E   |                                            |                            | Modifica les dades a Wikidata |
|        | Mas de Marianes                | masia        | Tivenys          |                      |                      | 40° 55′ 44″ N, 0° 31′ 55″ E / 40.9287727543497°N,0.532036686535371°E |                                            |                            | Modifica les dades a Wikidata |
|        | Mas de Maso                    | masia        | Tivenys          |                      |                      | 40° 56′ 17″ N, 0° 30′ 52″ E / 40.9379243203724°N,0.514449528849753°E |                                            |                            | Modifica les dades a Wikidata |
|        | Mas de Pastera                 | masia        | Tivenys          |                      |                      | 40° 54′ 01″ N, 0° 34′ 24″ E / 40.9003500937654°N,0.57337227910965°E  |                                            |                            | Modifica les dades a Wikidata |
|        | Mas de Pataquil                | masia        | Tivenys          |                      |                      | 40° 55′ 11″ N, 0° 33′ 09″ E / 40.9196721294412°N,0.552573800917504°E |                                            |                            | Modifica les dades a Wikidata |
|        | Mas de Paulino                 | masia        | Tivenys          |                      |                      | 40° 55′ 00″ N, 0° 30′ 31″ E / 40.9165422370029°N,0.508649247830374°E |                                            |                            | Modifica les dades a Wikidata |
|        | Mas de Perdigot                | masia        | Tivenys          |                      |                      | 40° 54′ 30″ N, 0° 35′ 38″ E / 40.908231087832°N,0.593979472523161°E  |                                            |                            | Modifica les dades a Wikidata |
|        | Mas de Perla                   | masia        | Tivenys          |                      |                      | 40° 53′ 46″ N, 0° 31′ 41″ E / 40.8962138903085°N,0.527930006398795°E |                                            |                            | Modifica les dades a Wikidata |
|        | Mas de Rafel de França         | masia        | Tivenys          |                      |                      | 40° 54′ 19″ N, 0° 31′ 40″ E / 40.9053596629527°N,0.527672360034903°E |                                            |                            | Modifica les dades a Wikidata |
|        | Mas de Rata                    | masia        | Tivenys          |                      |                      | 40° 53′ 42″ N, 0° 29′ 56″ E / 40.894880906167°N,0.49888413734661°E   |                                            |                            | Modifica les dades a Wikidata |
|        | Mas de Reverté                 | masia        | Tivenys          |                      |                      | 40° 54′ 45″ N, 0° 30′ 40″ E / 40.9123970115509°N,0.511060837392866°E |                                            |                            | Modifica les dades a Wikidata |
|        | Mas de Rufino l'Amparo         | masia        | Tivenys          |                      |                      | 40° 54′ 13″ N, 0° 33′ 39″ E / 40.9037000559856°N,0.560962677980135°E |                                            |                            | Modifica les dades a Wikidata |
|        | Mas de Solsona                 | masia        | Tivenys          |                      |                      | 40° 55′ 35″ N, 0° 35′ 39″ E / 40.9262845051481°N,0.594120083061267°E |                                            |                            | Modifica les dades a Wikidata |
|        | Mas de Tanaro                  | masia        | Tivenys          |                      |                      | 40° 54′ 08″ N, 0° 32′ 46″ E / 40.902200645784°N,0.54609278770546°E   |                                            |                            | Modifica les dades a Wikidata |
|        | Mas de Tavernes                | masia        | Tivenys          |                      |                      | 40° 54′ 53″ N, 0° 36′ 14″ E / 40.9146774989655°N,0.603790692413641°E |                                            |                            | Modifica les dades a Wikidata |
|        | Mas de Teresa de Cotna         | masia        | Tivenys          |                      |                      | 40° 55′ 01″ N, 0° 32′ 43″ E / 40.9168261670375°N,0.54538824997877°E  |                                            |                            | Modifica les dades a Wikidata |
|        | Mas de Tontaina                | masia        | Tivenys          |                      |                      | 40° 54′ 02″ N, 0° 35′ 36″ E / 40.9004426669776°N,0.593252849439698°E |                                            |                            | Modifica les dades a Wikidata |
|        | Mas de Victoriano              | masia        | Tivenys          |                      |                      | 40° 54′ 06″ N, 0° 33′ 27″ E / 40.901743151799°N,0.557449502218167°E  |                                            |                            | Modifica les dades a Wikidata |
|        | Mas de Victòria                | masia        | Tivenys          |                      |                      | 40° 55′ 07″ N, 0° 33′ 00″ E / 40.9187236381855°N,0.549901476782993°E |                                            |                            | Modifica les dades a Wikidata |
|        | Mas de Xim                     | masia        | Tivenys          |                      |                      | 40° 54′ 55″ N, 0° 30′ 20″ E / 40.9151959989456°N,0.505541451672433°E |                                            |                            | Modifica les dades a Wikidata |
|        | Mas del Bufador de Pepon       | masia        | Tivenys          |                      |                      | 40° 53′ 55″ N, 0° 33′ 49″ E / 40.8987368566259°N,0.563507370637561°E |                                            |                            | Modifica les dades a Wikidata |
|        | Mas del Canterer               | masia        | Tivenys          |                      |                      | 40° 53′ 56″ N, 0° 34′ 21″ E / 40.8987820607767°N,0.572479961241958°E |                                            |                            | Modifica les dades a Wikidata |
|        | Mas del Capblanc               | masia        | Tivenys          |                      |                      | 40° 53′ 52″ N, 0° 34′ 11″ E / 40.8978025412759°N,0.569595641021171°E |                                            |                            | Modifica les dades a Wikidata |
|        | Mas del Coent                  | masia        | Tivenys          |                      |                      | 40° 55′ 16″ N, 0° 29′ 55″ E / 40.9211859870545°N,0.498488208383096°E |                                            |                            | Modifica les dades a Wikidata |
|        | Mas del Doro                   | masia        | Tivenys          |                      |                      | 40° 53′ 43″ N, 0° 32′ 09″ E / 40.8953542438102°N,0.535736903680055°E |                                            |                            | Modifica les dades a Wikidata |
|        | Mas del Fesolet                | masia        | Tivenys          |                      |                      | 40° 54′ 48″ N, 0° 30′ 44″ E / 40.913457866279°N,0.51222022701988°E   |                                            |                            | Modifica les dades a Wikidata |
|        | Mas del Florentí               | masia        | Tivenys          |                      |                      | 40° 54′ 49″ N, 0° 32′ 30″ E / 40.9137397283009°N,0.541726752431224°E |                                            |                            | Modifica les dades a Wikidata |
|        | Mas del Joano                  | masia        | Tivenys          |                      |                      | 40° 54′ 18″ N, 0° 30′ 37″ E / 40.9050416259173°N,0.510387056616696°E |                                            |                            | Modifica les dades a Wikidata |
|        | Mas del Melaco                 | masia        | Tivenys          |                      |                      | 40° 54′ 22″ N, 0° 34′ 33″ E / 40.9061752026801°N,0.575818566480812°E |                                            |                            | Modifica les dades a Wikidata |
|        | Mas del Monllau                | masia        | Tivenys          |                      |                      | 40° 55′ 33″ N, 0° 31′ 28″ E / 40.9257520437664°N,0.524323193509357°E |                                            |                            | Modifica les dades a Wikidata |
|        | Mas del Morfí                  | masia        | Tivenys          |                      |                      | 40° 54′ 16″ N, 0° 30′ 37″ E / 40.9044779968712°N,0.510147030434568°E |                                            |                            | Modifica les dades a Wikidata |
|        | Mas del Pelegrí                | masia        | Tivenys          |                      |                      | 40° 53′ 55″ N, 0° 34′ 39″ E / 40.8985806148309°N,0.577461142626143°E |                                            |                            | Modifica les dades a Wikidata |
|        | Mas del Pento                  | masia        | Tivenys          |                      |                      | 40° 55′ 14″ N, 0° 31′ 37″ E / 40.9206408480866°N,0.527067064752702°E |                                            |                            | Modifica les dades a Wikidata |
|        | Mas del Seguerol de Sorra      | masia        | Tivenys          |                      |                      | 40° 55′ 09″ N, 0° 32′ 00″ E / 40.9191180891111°N,0.53334598499864°E  |                                            |                            | Modifica les dades a Wikidata |
|        | Mas del Sepiano                | masia        | Tivenys          |                      |                      | 40° 53′ 56″ N, 0° 34′ 26″ E / 40.8990207844058°N,0.573978813990139°E |                                            |                            | Modifica les dades a Wikidata |
|        | Mas dels Caboris               | masia        | Tivenys          |                      |                      | 40° 54′ 56″ N, 0° 33′ 47″ E / 40.9155362860409°N,0.563127783487511°E |                                            |                            | Modifica les dades a Wikidata |
|        | Mas dels Manuels               | masia        | Tivenys          |                      |                      | 40° 55′ 17″ N, 0° 30′ 05″ E / 40.9212781048006°N,0.501489018746428°E |                                            |                            | Modifica les dades a Wikidata |
|        | Mas dels Murters               | masia        | Tivenys          |                      |                      | 40° 53′ 50″ N, 0° 33′ 26″ E / 40.8971597415452°N,0.557084033905371°E |                                            |                            | Modifica les dades a Wikidata |
|        | Mas i Corral de Fèlix          | masia        | Tivenys          |                      |                      | 40° 55′ 19″ N, 0° 31′ 52″ E / 40.9220078795439°N,0.531172265976309°E |                                            |                            | Modifica les dades a Wikidata |
|        | Mas i Corral del Sagaló        | masia        | Tivenys          |                      |                      | 40° 56′ 03″ N, 0° 32′ 55″ E / 40.9341281881535°N,0.548738254284381°E |                                            |                            | Modifica les dades a Wikidata |
|        | Xalet de Rabassa               | masia        | Tivenys          |                      |                      | 40° 54′ 46″ N, 0° 30′ 46″ E / 40.9128872136286°N,0.512906528108006°E |                                            |                            | Modifica les dades a Wikidata |
|        | Casa de l'Enclusa              | masia        | Xerta            |                      |                      | 40° 55′ 13″ N, 0° 29′ 35″ E / 40.920403733294°N,0.493162326906686°E  |                                            |                            | Modifica les dades a Wikidata |
|        | Casa de la Bomba               | masia        | Xerta            |                      |                      | 40° 54′ 52″ N, 0° 29′ 53″ E / 40.914340229107°N,0.498057772814336°E  |                                            |                            | Modifica les dades a Wikidata |
|        | Casa de les Illes              | masia        | Xerta            |                      |                      | 40° 54′ 40″ N, 0° 30′ 03″ E / 40.9110057408049°N,0.50087867846259°E  |                                            |                            | Modifica les dades a Wikidata |
|        | Caseta de Juanito Sansa        | masia        | Xerta            |                      |                      | 40° 52′ 00″ N, 0° 25′ 33″ E / 40.8665988569082°N,0.425903271185931°E |                                            |                            | Modifica les dades a Wikidata |
|        | Mas d'Adrian                   | masia        | Xerta            |                      |                      | 40° 56′ 07″ N, 0° 27′ 57″ E / 40.9352647117837°N,0.465948005455896°E |                                            |                            | Modifica les dades a Wikidata |
|        | Mas de Baptista                | masia        | Xerta            |                      |                      | 40° 54′ 22″ N, 0° 29′ 55″ E / 40.9061489005688°N,0.498711003282544°E |                                            |                            | Modifica les dades a Wikidata |
|        | Mas de Cantando                | masia        | Xerta            |                      |                      | 40° 52′ 54″ N, 0° 26′ 26″ E / 40.8817391843943°N,0.440435554778428°E |                                            |                            | Modifica les dades a Wikidata |
|        | Mas de Conrado                 | masia        | Xerta            |                      |                      | 40° 52′ 03″ N, 0° 25′ 35″ E / 40.8675120254866°N,0.426461133077912°E |                                            |                            | Modifica les dades a Wikidata |
|        | Mas de Falcó                   | masia        | Xerta            |                      |                      | 40° 54′ 11″ N, 0° 27′ 45″ E / 40.90316880496°N,0.462508817741521°E   |                                            |                            | Modifica les dades a Wikidata |
|        | Mas de l'Antolino d'Aldover    | masia        | Xerta            |                      |                      | 40° 53′ 09″ N, 0° 26′ 43″ E / 40.885856784917°N,0.445368275584828°E  |                                            |                            | Modifica les dades a Wikidata |
|        | Mas de l'Arram                 | masia        | Xerta            |                      |                      | 40° 55′ 46″ N, 0° 28′ 52″ E / 40.929424441237°N,0.48098075065567°E   |                                            |                            | Modifica les dades a Wikidata |
|        | Mas de la Conxa                | masia        | Xerta            |                      |                      | 40° 53′ 27″ N, 0° 27′ 15″ E / 40.8907991763148°N,0.454210464789341°E |                                            |                            | Modifica les dades a Wikidata |
|        | Mas de les Collades de Baró    | masia        | Xerta            |                      |                      | 40° 54′ 13″ N, 0° 27′ 32″ E / 40.9037126799761°N,0.458985940113461°E |                                            |                            | Modifica les dades a Wikidata |
|        | Mas de les Planes de Vences    | masia        | Xerta            |                      |                      | 40° 53′ 55″ N, 0° 27′ 14″ E / 40.8986295209516°N,0.453945693045771°E |                                            |                            | Modifica les dades a Wikidata |
|        | Mas de Patrici                 | masia        | Xerta            |                      |                      | 40° 52′ 34″ N, 0° 26′ 19″ E / 40.8761152987726°N,0.438658753027601°E |                                            |                            | Modifica les dades a Wikidata |
|        | Mas de Peluc                   | masia        | Xerta            |                      |                      | 40° 54′ 43″ N, 0° 29′ 41″ E / 40.911810105436°N,0.494781296461385°E  |                                            |                            | Modifica les dades a Wikidata |
|        | Mas de Puntarrons              | masia        | Xerta            |                      |                      | 40° 54′ 46″ N, 0° 29′ 48″ E / 40.9126592663824°N,0.496553933569545°E |                                            |                            | Modifica les dades a Wikidata |
|        | Mas de Vaquer                  | masia        | Xerta            |                      |                      | 40° 51′ 53″ N, 0° 26′ 14″ E / 40.8646340881605°N,0.43716753668276°E  |                                            |                            | Modifica les dades a Wikidata |
|        | Mas de Ximo d'Aldover          | masia        | Xerta            |                      |                      | 40° 53′ 28″ N, 0° 27′ 37″ E / 40.8912319418795°N,0.460353984029637°E |                                            |                            | Modifica les dades a Wikidata |
|        | Mas del Boix                   | masia        | Xerta            |                      |                      | 40° 56′ 25″ N, 0° 28′ 21″ E / 40.9401761079777°N,0.472625668505054°E |                                            |                            | Modifica les dades a Wikidata |
|        | Mas del Galatxo                | masia        | Xerta            |                      |                      | 40° 54′ 37″ N, 0° 30′ 13″ E / 40.9102662033295°N,0.503744110735564°E |                                            |                            | Modifica les dades a Wikidata |
|        | Mas del Gall                   | masia        | Xerta            |                      |                      | 40° 52′ 44″ N, 0° 27′ 10″ E / 40.8788350128639°N,0.452865417037468°E |                                            |                            | Modifica les dades a Wikidata |
|        | Mas del Loterio                | masia        | Xerta            |                      |                      | 40° 54′ 23″ N, 0° 29′ 51″ E / 40.9063630536835°N,0.497373268368214°E |                                            |                            | Modifica les dades a Wikidata |
|        | Mas del Masover                | masia        | Xerta            |                      |                      | 40° 55′ 16″ N, 0° 27′ 14″ E / 40.9210981305225°N,0.453759967014289°E |                                            |                            | Modifica les dades a Wikidata |
|        | Mas del Molí de la Pe          | masia        | Xerta            |                      |                      | 40° 55′ 07″ N, 0° 29′ 03″ E / 40.9185029344374°N,0.484055478911233°E |                                            |                            | Modifica les dades a Wikidata |
|        | Mas del Ros de Manou           | masia        | Xerta            |                      |                      | 40° 53′ 25″ N, 0° 27′ 49″ E / 40.8901409843417°N,0.463576621230172°E |                                            |                            | Modifica les dades a Wikidata |
|        | Punta Alta                     | masia        | Xerta            |                      |                      | 40° 54′ 33″ N, 0° 28′ 02″ E / 40.9091627930461°N,0.467206598259796°E |                                            |                            | Modifica les dades a Wikidata |
|        | Torre Conxa                    | masia        | Xerta            |                      |                      | 40° 54′ 05″ N, 0° 28′ 37″ E / 40.9013980616823°N,0.47703546828923°E  |                                            |                            | Modifica les dades a Wikidata |